# Fugger von der Lilie

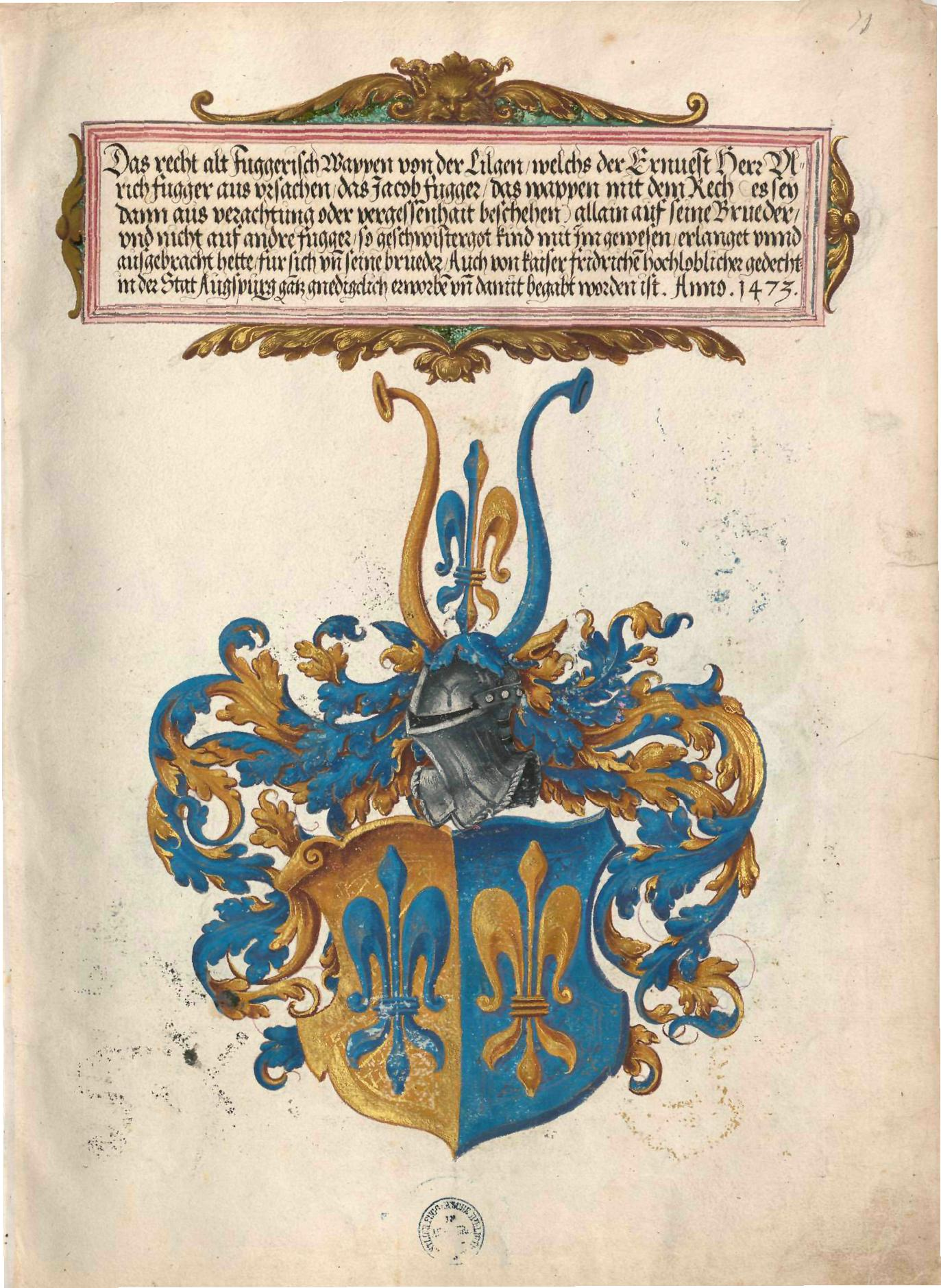
Wappen der Linie Fugger „von der Lilie“ im Ehrenbuch der Fugger, 1545/49

Das schwäbische Kaufmannsgeschlecht der Fugger, seit dem 14. Jahrhundert in Augsburg ansässig, spaltete sich im 15. Jahrhundert in zwei Familien auf: die Fugger von der Lilie und die Fugger vom Reh, die nach der Aufteilung des Familienvermögens im Jahr 1455 getrennte Wege gingen.
Das Unternehmen der „Fugger von der Lilie“ erlangte unter Jakob Fugger „dem Reichen“ und seinem Neffen Anton Fugger Weltgeltung. Es ist seitdem ein Beispiel des europäischen Frühkapitalismus, der zeitlich mit der Kolonisation und der europäischen Expansion verbunden ist. Anfang des 16. Jahrhunderts begann der Aufstieg der Familie in den Adel. Ab der Mitte des 16. Jahrhunderts nahmen die Fugger von der Lilie hohe kirchliche und weltliche Ämter ein.

## Geschichte der Fugger „von der Lilie“

### Geschichte der Firma bis 1657
Im Jahre 1367 wanderte der Weber Hans Fugger aus dem Dorf Graben nach Augsburg ein, einer als Markt- und Handelsplatz florierenden freien Reichsstadt. Bereits 1386 wurde er zum Zunftmeister der Augsburger Weber. Sein Sohn Andreas Fugger knüpfte Kontakte nach Venedig und erweiterte die mit seinen Brüdern ererbte Tuchmacherei zum Großhandel. Er begründete die Linie „Fugger vom Reh“, während sein Bruder Jakob Fugger der Ältere, ebenfalls gelernter Webermeister, ab 1454 Alleininhaber wurde und die Firma zu einem mittelgroßen Unternehmen im Baumwoll- und Barchenthandel mit Italien ausbaute. Er begründete die Linie „Fugger von der Lilie“. Sie waren nun Weber-Verleger, die Baumwolle in Venedig einkauften und damit für die finanzschwachen Handwerker am Webstuhl das Rohmaterial vorfinanzierten und ihnen das fertige Produkt abkauften.

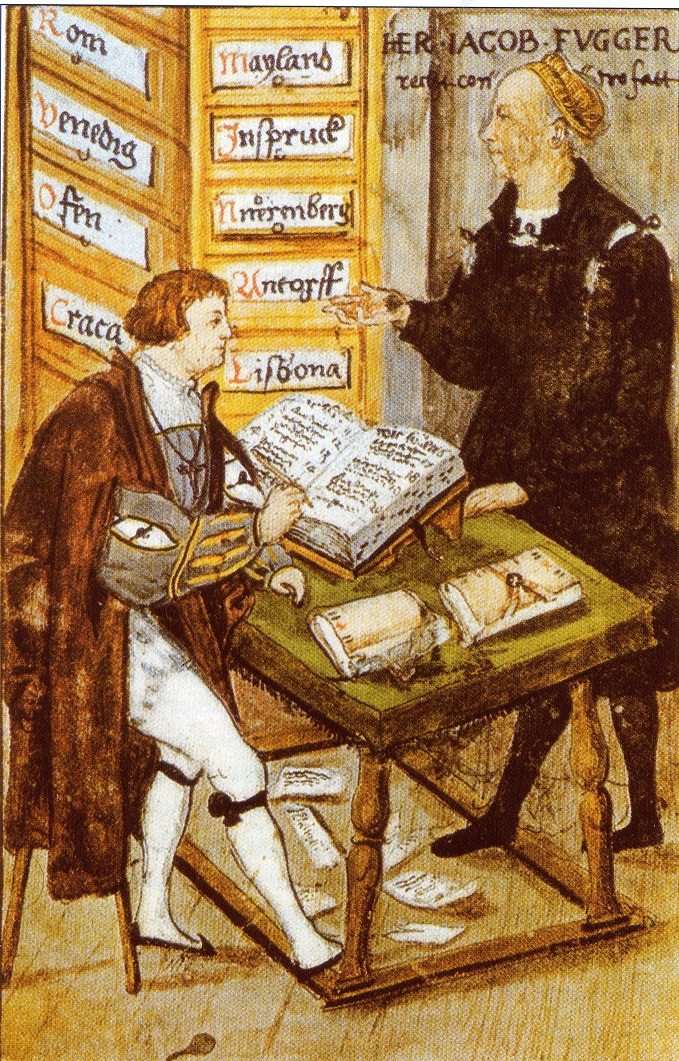
Jakob Fugger (re.) mit seinem Chefbuchhalter M. Schwartz im Kontor des Augsburger Fuggerhauses (1517)

Dessen 1459 geborener Sohn Jakob Fugger (später „der Reiche“ genannt), begann seine Karriere mit einer Lehre im Goldschmiedehandwerk sowie einer Händlertätigkeit am Fondaco dei Tedeschi in Venedig. Innerhalb weniger Jahrzehnte baute er die väterliche Firma zu einem europaweit tätigen Unternehmen mit Schwerpunkten im Montan- und Banksektor aus. Die Familienfirma wuchs rasch, nachdem die Brüder Ulrich, Georg und Jakob Fugger in Bankgeschäfte mit den Habsburgern und der Kurie, parallel dazu zunächst in die Montanwirtschaft in Tirol und ab 1493 in den Abbau von Silber und Kupfer im heutigen Tschechien und der Slowakei einstiegen. Ab 1525 besaßen die Fugger Rechte zum Abbau von Quecksilber und Zinnober in der Mine von Almadén (Spanien). Das Unternehmen nahm zeitweilig eine monopolartige Stellung auf dem europäischen Kupfermarkt ein. Kupfer aus Oberungarn (heutige Slowakei) wurde über Antwerpen nach Lissabon und von dort weiter nach Indien verschifft.
Nicht zuletzt durch belletristische Werke zur Fuggergeschichte, vor allem durch Günter Oggers „Kauf dir einen Kaiser“, wird die wirtschaftliche Bedeutung der Fuggerfirmen nach Jakob Fugger „dem Reichen“ immer wieder verfälscht dargestellt. Seine Nachfolger werden dabei als schwächliche Epigonen dargestellt, die die Firma sukzessive in den Ruin führten. Solche Bewertungen berücksichtigen allerdings weder die nach 1540/50 wachsende Gefährdung von Finanzunternehmen durch die zunehmende Staatsverschuldung aufgrund der Misswirtschaft und des skrupellosen Geschäftsgebarens der spanischen Krone unter Kaiser Karl V. und König Philipp II., noch die Auswirkungen des Dreißigjährigen Kriegs. Darüber hinaus hat die neuere Forschung durchaus widerlegt, dass spätere Fugger keinen unternehmerischen Erfolg erzielt hätten.
Vor Jakob Fugger „dem Reichen“ war die Familienfirma nur eine unter vielen erfolgreichen süddeutschen Unternehmen dieser Zeit. Im kollektiven Gedächtnis blieb deshalb vor allem der rasche Aufstieg der Fuggerfirma unter Jakob Fugger – zwischen etwa 1487 und seinem Tod Ende 1525. Zwischen ihrer Bilanz von 1511 und ihrer Bilanz von 1527 hatte die Firma ihr Kapital von knapp 200.000 Gulden auf mehr als 1,8 Millionen Gulden erhöhen können: Dies entsprach einem Gesamtgewinn von 800 Prozent bzw. einem durchschnittlichen jährlichen Gewinn von 15 Prozent.

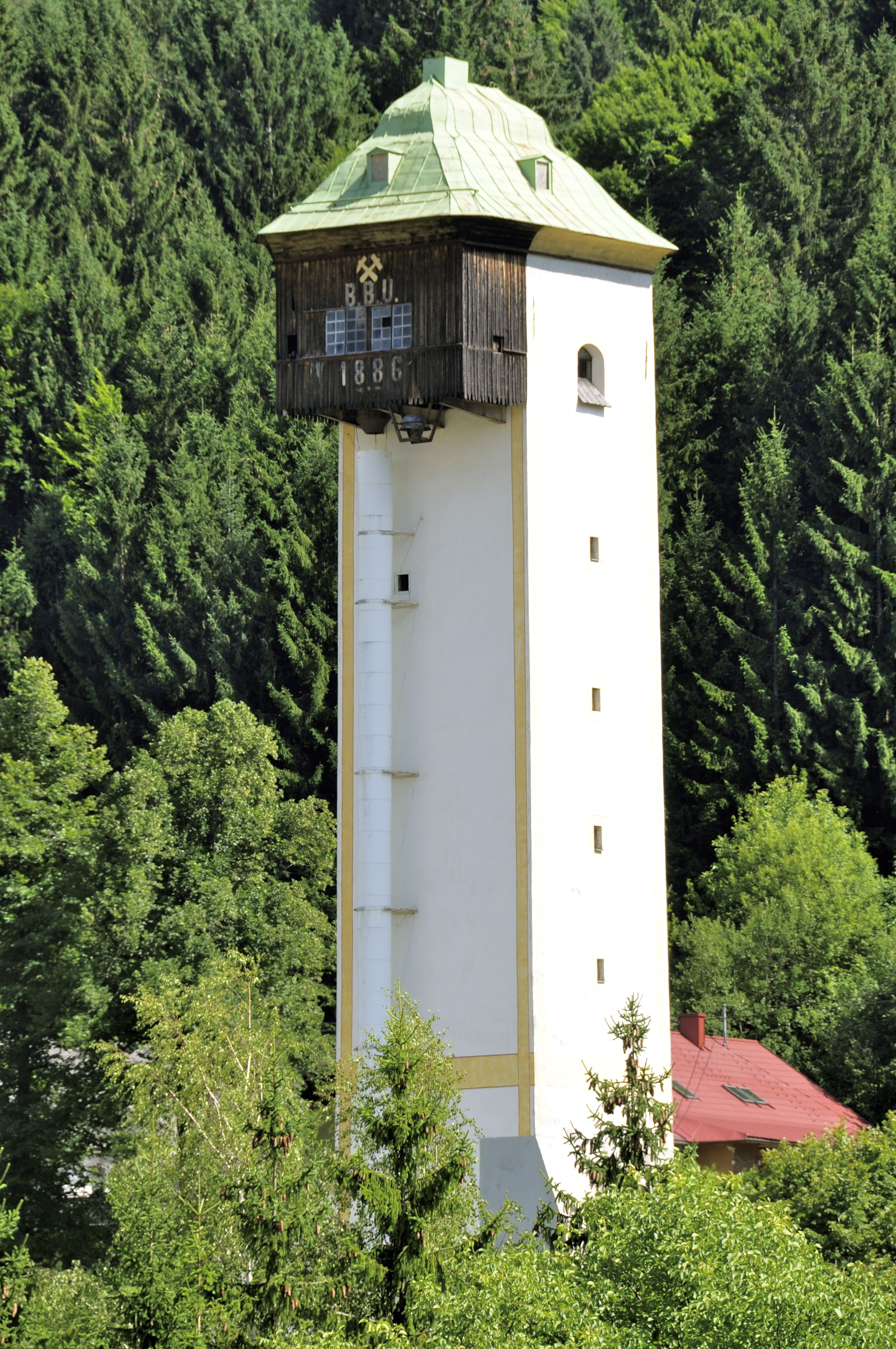
Schrotturm auf der Fuggerau, Kärnten

Den Höhepunkt des Gesellschaftsvermögens erreichte die Fuggerfirma jedoch nicht unter Jakob Fugger dem Reichen, sondern unter dessen Neffen und Nachfolger Anton Fugger: 1546 wies die Bilanz des Familienunternehmens ein Handelskapital „von rund 5 Millionen Gulden, das höchste, was sie je besessen hat, und zweifellos auch das grösste, welches zu jener Zeit bei einem Handlungshause vereinigt war“, aus. Die Faktoreien lagen, ebenso wie die Postmeistereien der Familie Taxis, an den Knotenpunkten des Handels; Anton Fugger und Johann Baptista von Taxis waren – nach einem Diktum Richard Ehrenbergs – „Häuptlinge ganzer Clans verwandter Kapitalisten“. Die beiden katholischen und kaisertreuen Aufsteigerfamilien vom Beginn der Neuzeit waren europaweit an zahlreichen gemeinsamen Finanzierungsgeschäften beteiligt.
Spätestens seit 1550 versuchte Anton Fugger, den Handel zu liquidieren. Doch Kredite an Kaiser Karl V. wegen des Schmalkaldischen Kriegs (1546/47) und wegen des Fürstenaufstands (1552) sowie immer weitere Kreditforderungen der spanischen Krone sorgten für eine zunehmende Verschuldung der Habsburger, die zudem ihre Rückzahlungen mit immer neuen Kreditforderungen verbanden. Mit dem ersten spanischen Staatsbankrott begann „Die Zeit der internationalen Finanzkrisen“ (Ehrenberg), unter anderem mit zwei weiteren spanischen Staatsbankrotten (1575 und 1607). Doch investierte Anton Fugger auch systematisch in Großgrundbesitz, mehr noch als sein Onkel, wodurch er für den nachhaltigen Reichtum seiner Familie die Grundlage schuf.
Nach Anton Fuggers Tod sollten sein Neffe Hans Jakob Fugger und Antons ältester Sohn Markus die Firma leiten. Doch schon 1564 musste Hans Jakob Fugger wegen privater Zahlungsunfähigkeit aus der Fuggerfirma ausscheiden. Seine Brüder ließen sich in den späten 1570er-Jahren auszahlen. Markus (auch: Marx) Fugger führte die alte Firma als Gesellschaft „Marx Fugger und Gebrüder“ fort und erzielte seit Beginn der 1560er-Jahre wieder Gewinne. Der Schwerpunkt dieser Firma lag im Quecksilber- und Zinnoberbergbau in Kastilien sowie im Silberbergbau in Tirol. Noch um 1600 war die Firma außerdem stark im internationalen Wechsel- und Kreditgeschäft tätig. Maximilian Fugger gründete 1618 eine Firma für den Export von Barchent nach Spanien, bis die Spanier die Einfuhr von Textilien aus Schwaben unterbanden.

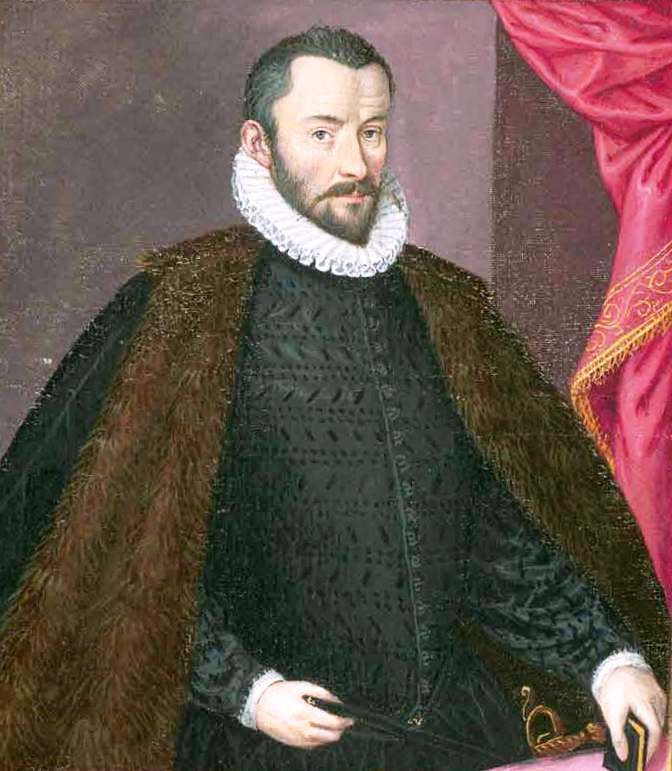
Philipp Eduard Fugger

Philipp Eduard und Octavianus Secundus Fugger schieden 1580 aus der Firma aus und gründeten 1586 ein zweites Fugger’sches Familienunternehmen. Die Firma „Georg Fuggerische Erben“ beteiligte sich am Gewürzhandel mit der portugiesischen Krone und arbeitete dabei eng mit den Welsern zusammen. Diese Firma betrieb darüber hinaus Kreditgeschäfte.
1647 beendeten die Fugger die Pacht für den Quecksilber- und Zinnoberabbau in Spanien. 1646/47 tauchte die Fuggerfirma letztmals im Verzeichnis der deutschen Kaufleute im Fondaco dei Tedeschi in Venedig auf. Graf Leopold Fugger gab 1657 eigenmächtig und ohne Funktion in der Leitung des Handels die Tiroler Bergwerksanteile der Familie entschädigungslos an die Tiroler Landesherrn zurück. Damit war die Fuggerfirma erloschen.
Der Gesamtverlust, den die Fugger auf ihre Forderung an die Habsburger bis Mitte des 17. Jahrhunderts hinnehmen mussten, lag bei acht Millionen Gulden. Im Unterschied zu ihren bedeutendsten Augsburger Konkurrenten, den Welsern, die 1603 zahlungsunfähig wurden, ging die Fuggerfirma jedoch niemals bankrott. Und im Gegensatz zu den Welsern haben die Fugger – so urteilte der Wirtschaftshistoriker Richard Ehrenberg – mehrfach „durch ihre Geldgeschäfte den Gang der Weltgeschichte beeinflusst“.
Für Grundherrschaften und den Erwerb von Eigengütern – vor allem im heutigen bayerischen Schwaben und in Baden-Württemberg – gaben die Fugger mehr als 2,5 Millionen Gulden aus. Die Renditen aus dem Grundbesitz waren zwar vergleichsweise gering, Grund und Boden waren jedoch sichere Geldanlagen mit hohem Sozialprestige. Während des Dreißigjährigen Kriegs wurde allerdings der schwäbische Grundbesitz ab 1632 massiv verwüstet und mehrere Schlösser der Fugger wurden von schwedischen Truppen zerstört. Besitzungen im Elsass wurden von den Franzosen okkupiert.

### Reichsgrafen- und Fürstenstand
Nach dem Erwerb der Grafschaft Kirchberg und der Herrschaften Weißenhorn, Wullenstetten, Pfaffenhausen und Resten der früheren Grafschaft Marstetten im Jahr 1507 stieg der gelernte Handwerker, bürgerliche Kaufherr, Montanunternehmer und Bankier Jakob Fugger „der Reiche“ und nach ihm sukzessive die gesamte Familie in den Reichsadel beziehungsweise in den Reichsgrafenstand auf. Da die Graf- und Herrschaften teilweise reichsunmittelbar waren, stieg die Familie damit zugleich zu den Reichsständen auf und übersprang damit gewissermaßen den Stand des alteingesessenen Augsburger Patriziats, in das sie aber 1538 formell aufgenommen wurden.
Die Grafen Fugger von Babenhausen wurden 1803 zu Reichsfürsten, die Grafen Fugger von Glött 1913 im Königreich Bayern zu Titularfürsten erhoben, während die Fugger von Kirchberg im Grafenstand verblieben; der Fürstentitel stand nur dem jeweiligen Linienoberhaupt zu, während die Agnaten Grafen bzw. Gräfinnen waren. Darüber hinaus waren drei Angehörige des Hauses Fugger „von der Lilie“ als Fürstbischöfe von Konstanz und Regensburg ebenfalls Reichsfürsten. Weitere Angehörige der Familie Fugger „von der Lilie“ hatten hohe und höchste Staats- und Kirchenämter inne. Mehrere Fugger machten sich als Kunstförderer und Stifter einen Namen. Die bekanntesten Stiftungen sind die Fuggerkapelle in der Augsburger Kirche St. Anna und die Fuggerei, heute die älteste bestehende Sozialsiedlung der Welt.
Die Fugger „von der Lilie“ besaßen zahlreiche Lehensherrschaften und Eigengüter, vor allem im heutigen bayerischen Regierungsbezirk Schwaben und im Osten des heutigen Baden-Württemberg, aber auch in Ober- und Niederbayern, in Mittelfranken, im Elsass, in Tirol und in Niederösterreich.

### Gegenwart
Drei Familienlinien der Fugger „von der Lilie“ existieren bis heute: die Linie Fugger von Babenhausen (als einzige noch im Mannesstamm existierende Linie), die Linie Fugger von Glött und die Linie Fugger von Kirchberg und zu Weißenhorn (die beiden Letzteren in jüngster Zeit über die weibliche Linie fortgeführt).
Angehörige dieser Linien sind im Fürstlich und Gräflich Fuggerschen Familienseniorat vertreten, das als Aufsichtsgremium für die Fürstlich und Gräflich Fuggerschen Stiftungen fungiert. Senioratsvorsitzende ist seit 2004 Maria Elisabeth Gräfin Thun-Fugger (Maria-Elisabeth Thun und Hohenstein-Gräfin Fugger von Kirchberg und zu Weißenhorn). Die Fürst Fugger Privatbank KG in Augsburg hat heute noch ihren Stammsitz in den Augsburger Fuggerhäusern.

#### Baudenkmäler der Fugger

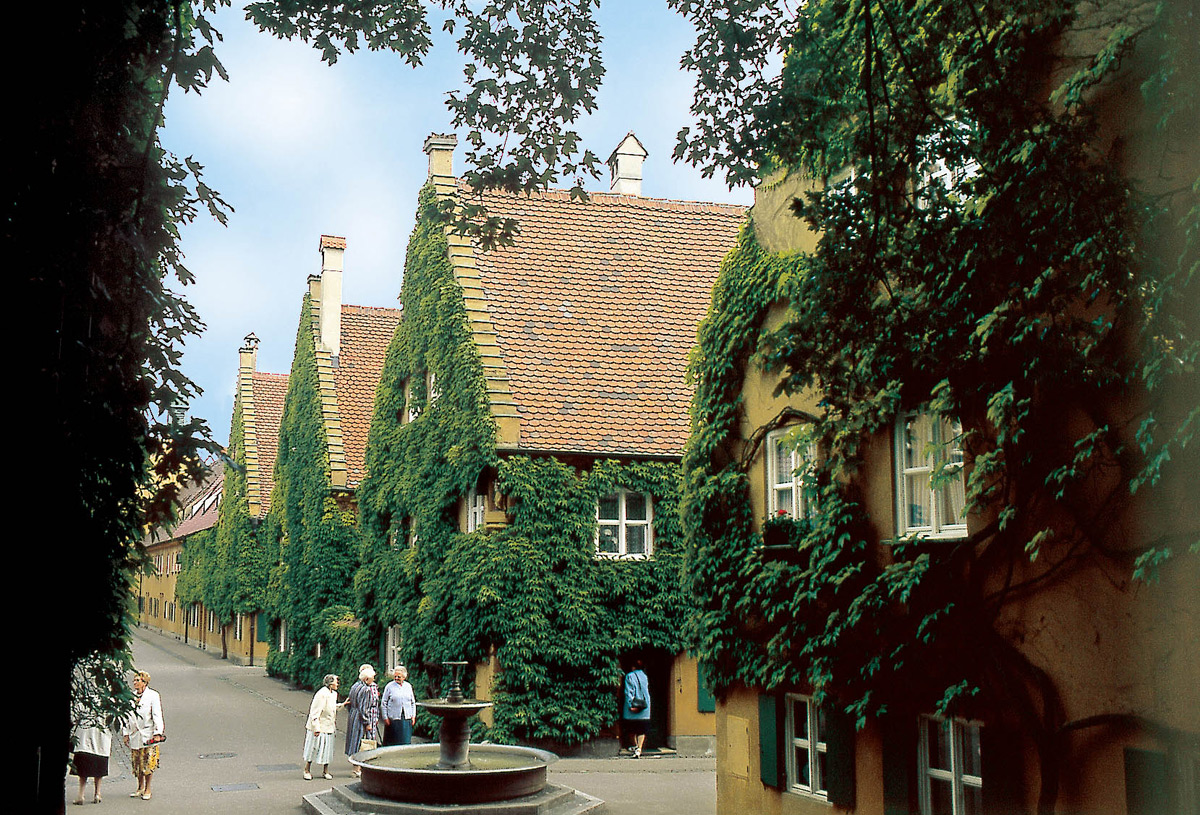
Blick in die Herrengasse der Fuggerei.

Den Fuggern gehören heute unter anderem noch die von Jakob Fugger „dem Reichen“ erbauten Fuggerhäuser in der Augsburger Maximilianstraße sowie Fuggerschloss Babenhausen und Schloss Wellenburg (alle drei im Besitz der Linie Fugger von Babenhausen), Schloss Kirchheim in Schwaben (Linie Fugger von Glött) und das Schloss Oberkirchberg (Linie Fugger von Kirchberg).
Die Fuggersche Stiftungs-Administration betreut im Namen der drei Linien neben der Fuggerei unter anderem auch die Fuggerkapelle in St. Anna sowie die Theklakirche in Welden, welche von Graf Joseph Maria Fugger 1755 gestiftet wurde. Sie erwirtschaftet ihre Mittel aus drei stiftungseigenen Forstämtern, die vom Schloss Laugna aus verwaltet werden, sowie durch Tourismus und Vermietungen.
Die Fuggerei, die älteste bestehende Sozialsiedlung der Welt, ist das berühmteste Denkmal der Familie. Noch immer wohnen hier in 140 Wohnungen rund 150 bedürftige, katholische Augsburger Bürger für eine Jahreskaltmiete von 0,88 €. Sie sprechen als Gegenleistung einmal täglich drei Gebete für die Stifter und ihre Familie. Bis heute werden die die Fuggerei umgebenden Tore um 22:00 Uhr geschlossen, einen späteren Einlass gibt es dann nur noch gegen einen Obolus für den Pförtner, der vor Mitternacht 0,50 € und nach Mitternacht 1 € beträgt. Im Zweiten Weltkrieg stark beschädigt, wurde die Fuggerei zwischen 1945 und 1973 von den Fuggerschen Stiftungen unter Leitung des damaligen Senioratsvorsitzenden Joseph-Ernst Fugger von Glött wieder aufgebaut.
Durch die Fuggerstadt Augsburg führt heute eine „Fugger-Tour“ zu 15 Stationen, an denen Baudenkmäler die Geschichte der Fugger „von der Lilie“ zeigen.
Baudenkmäler und Kunstwerke der Fugger findet man zudem in etlichen Städten und Orten in Europa, z. B. in Italien, Österreich, Frankreich, Belgien und der Slowakei.

##### Baudenkmäler noch im Familienbesitz

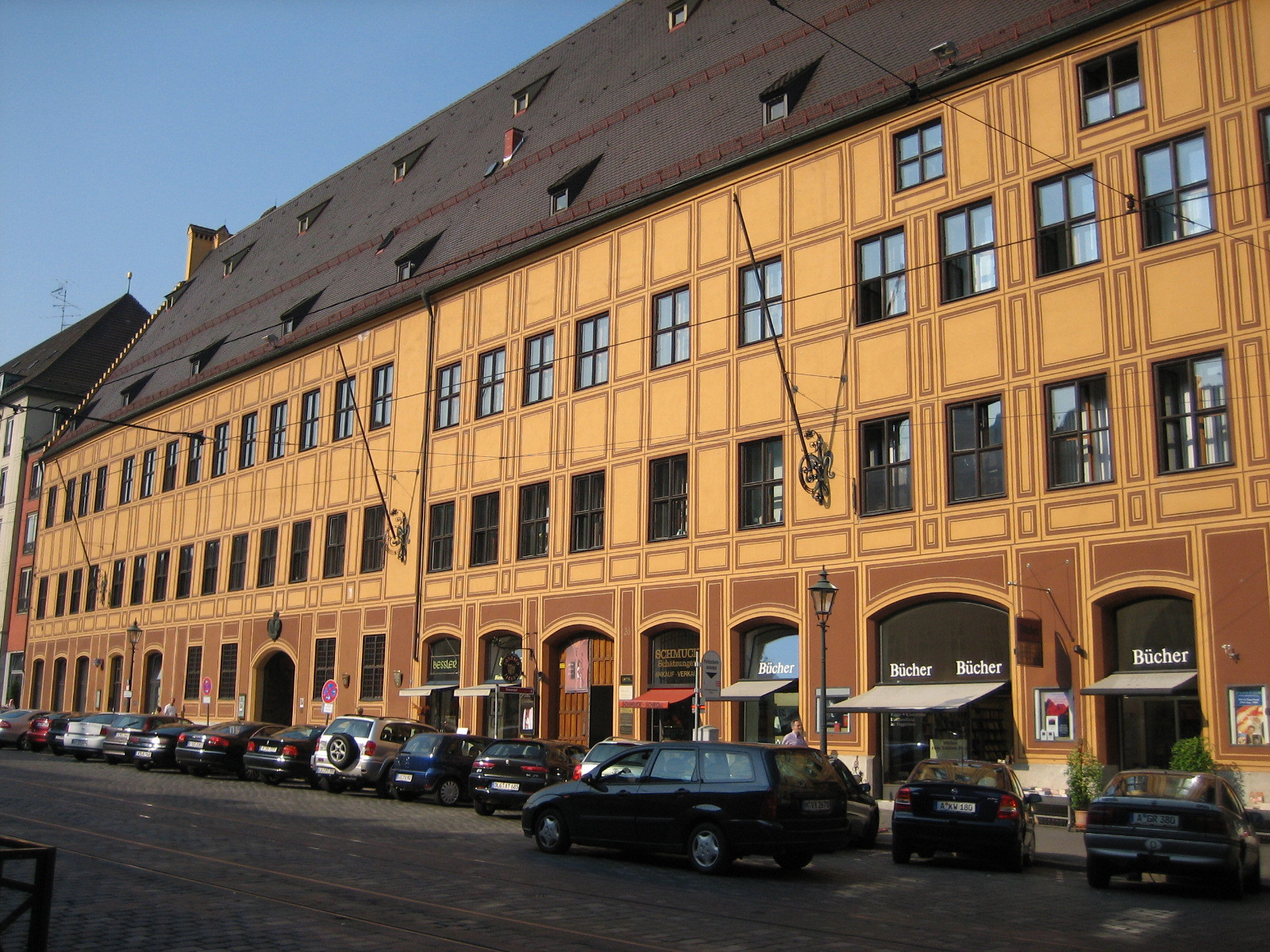
Fuggerhäuser in der Augsburger Maximilian-Straße, erbaut 1512–1515 von Jakob Fugger als Wohn- und Geschäftssitz
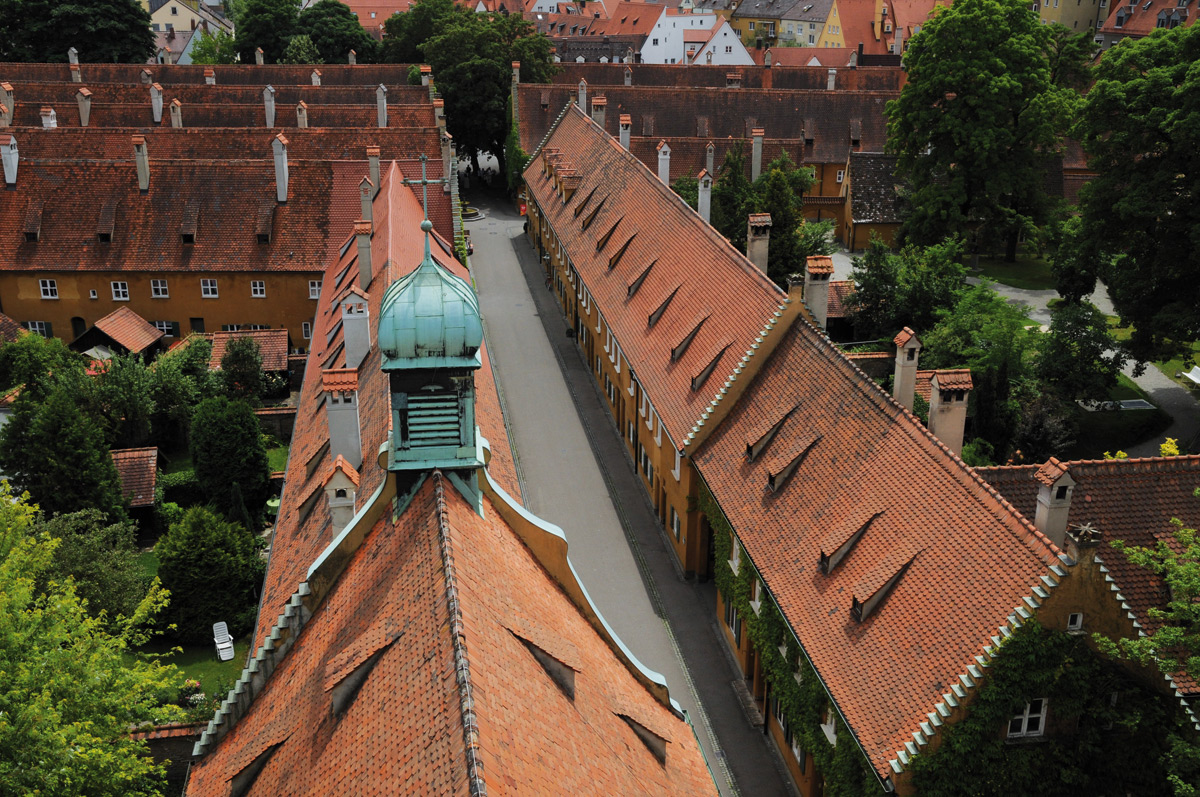
Fuggerei, Augsburg, Herrengasse, erbaut 1516–1523 von Jakob Fugger als gemeinnützige Stiftung
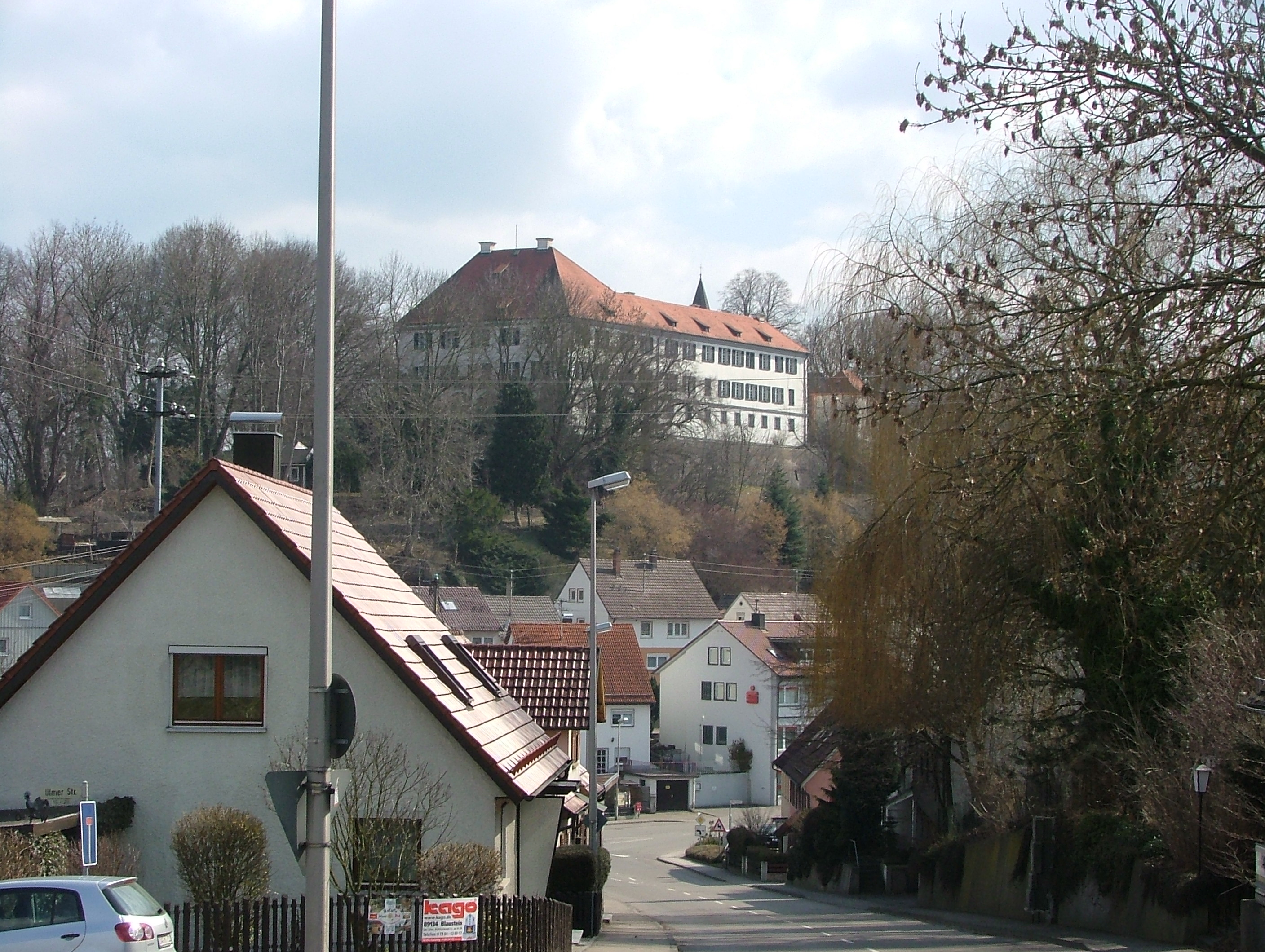
Fuggerschloss Oberkirchberg, erworben 1507 von Jakob Fugger
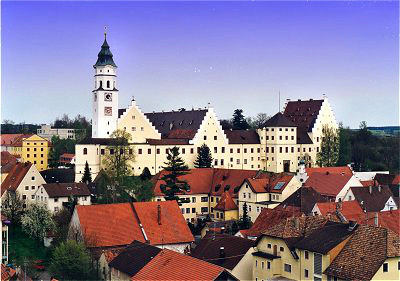
Fuggerschloss Babenhausen, erworben 1538 von Anton Fugger
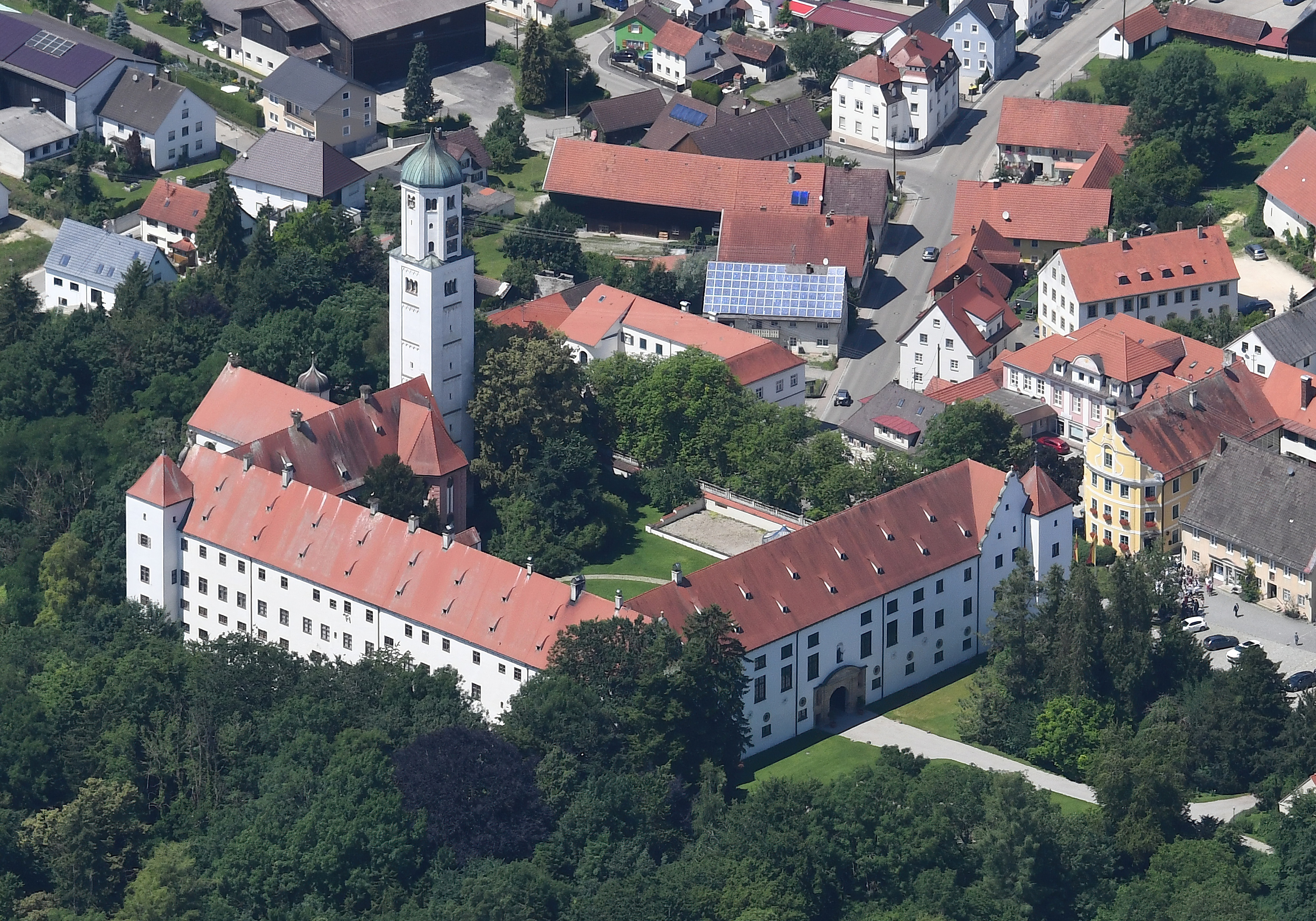
Fuggerschloss Kirchheim/Schwaben, erworben 1551 von Anton Fugger
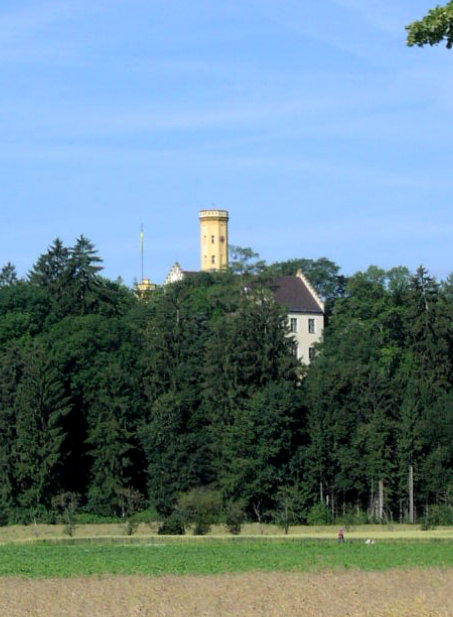
Schloss Wellenburg, Augsburg, erworben 1595 von Jakob Fugger III. von Babenhausen
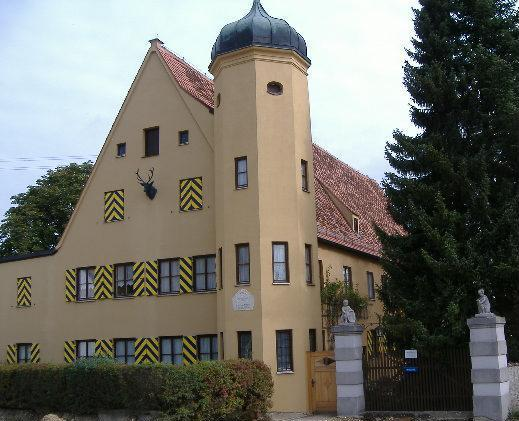
Fuggerschloss Laugna, erbaut um 1613

##### Historische Besitzungen

Schloss Schmiechen (1509–1809 im Besitz)
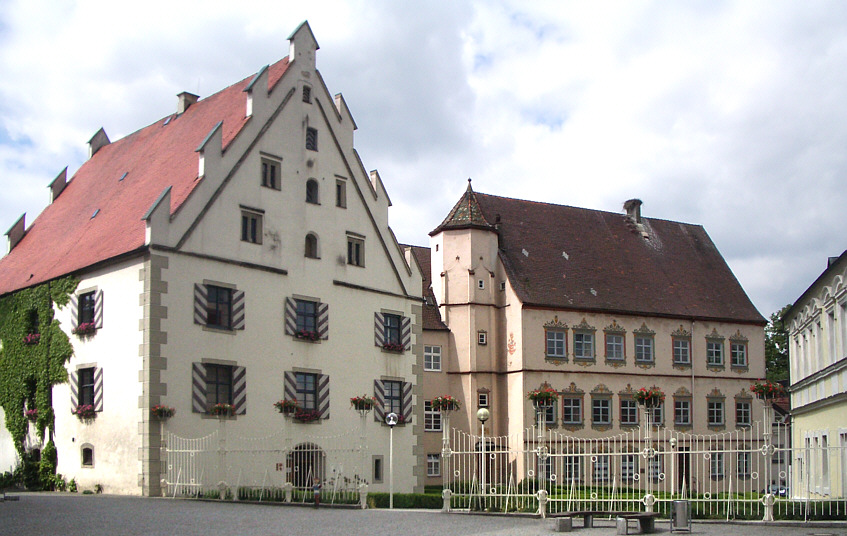
Weißenhorn, erworben 1507 von Jakob Fugger
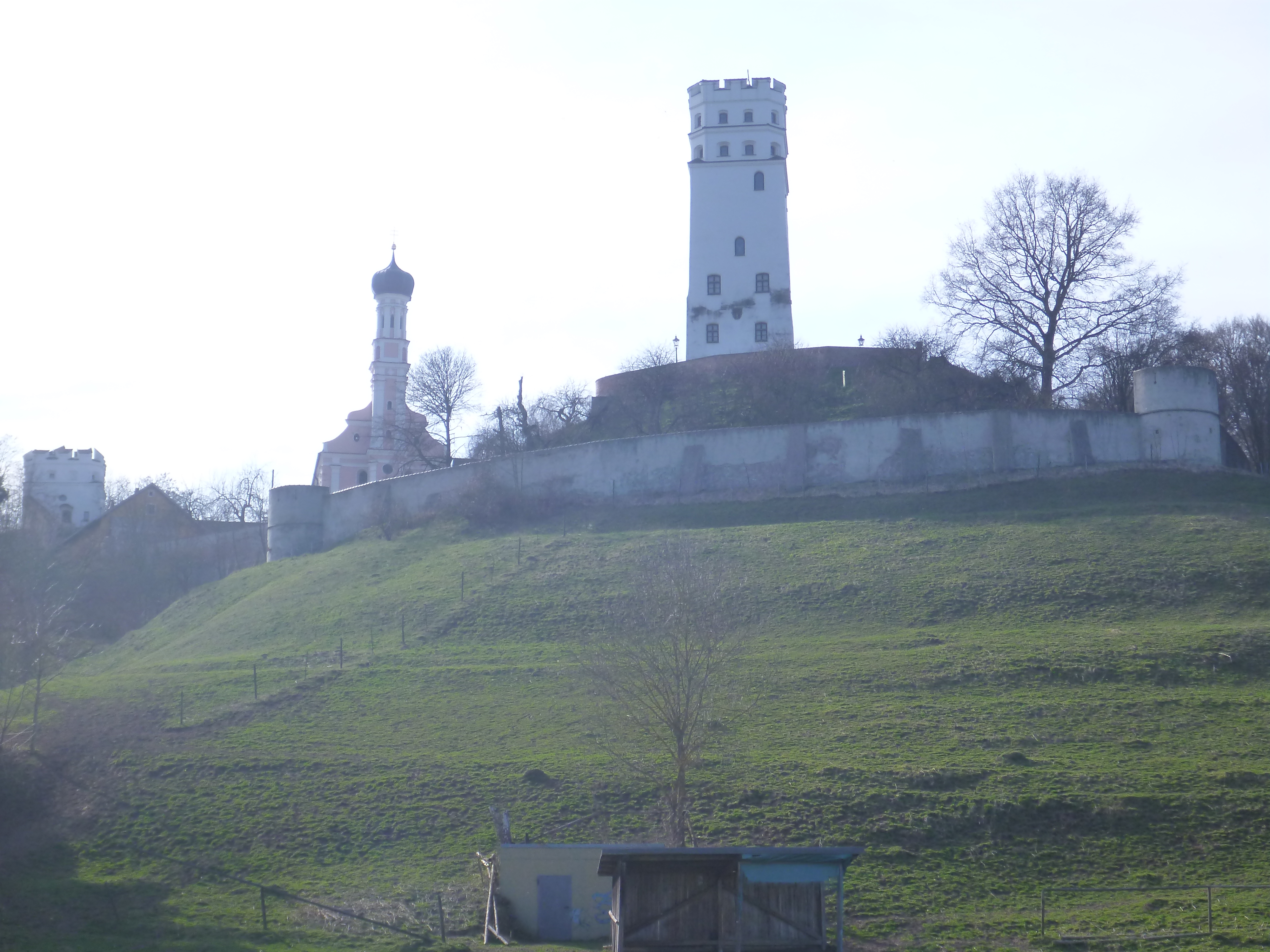
Burg Markt in Biberbach, erworben 1514 von Jakob Fugger
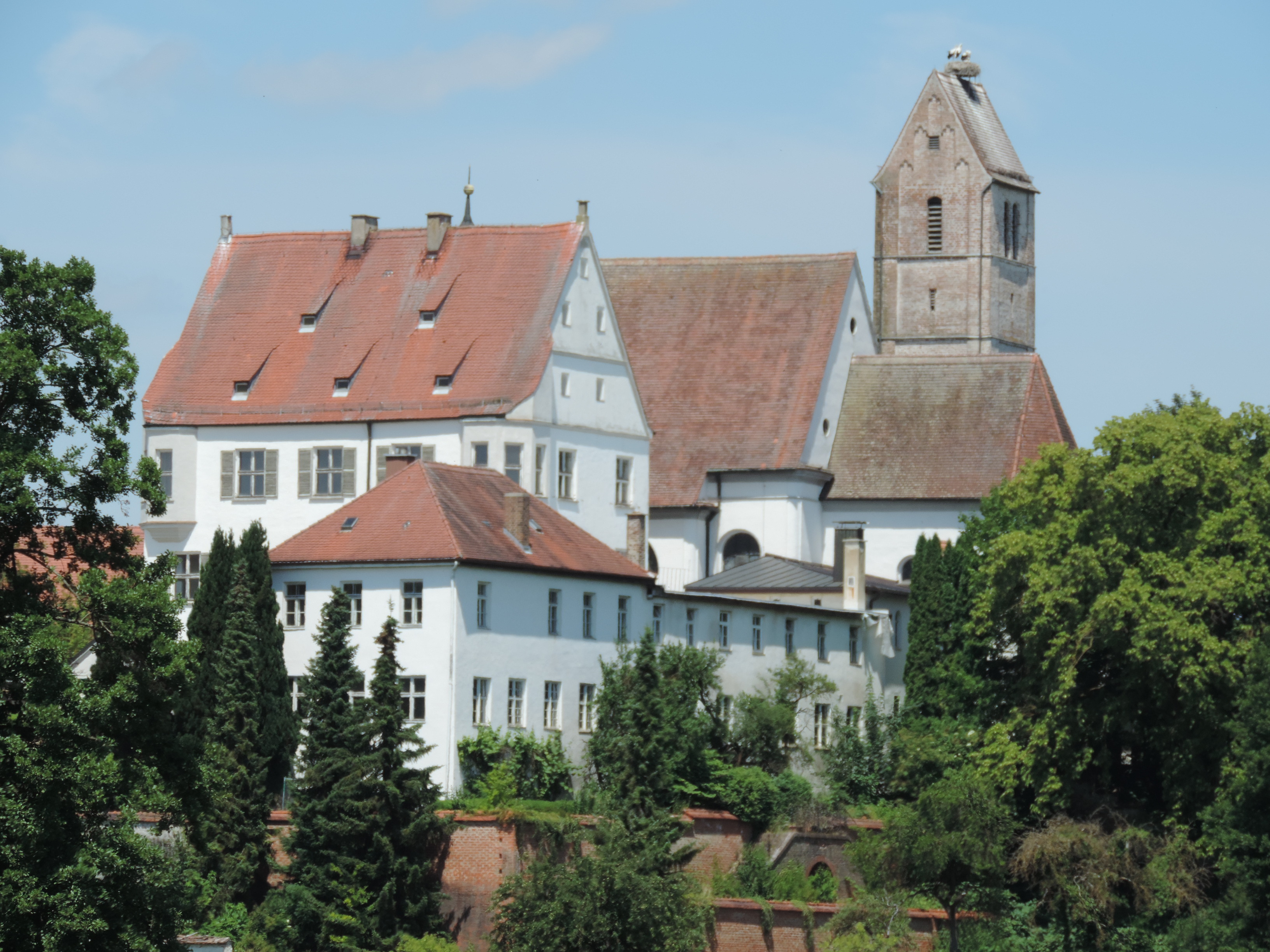
Schloss Gablingen (1527–1889)
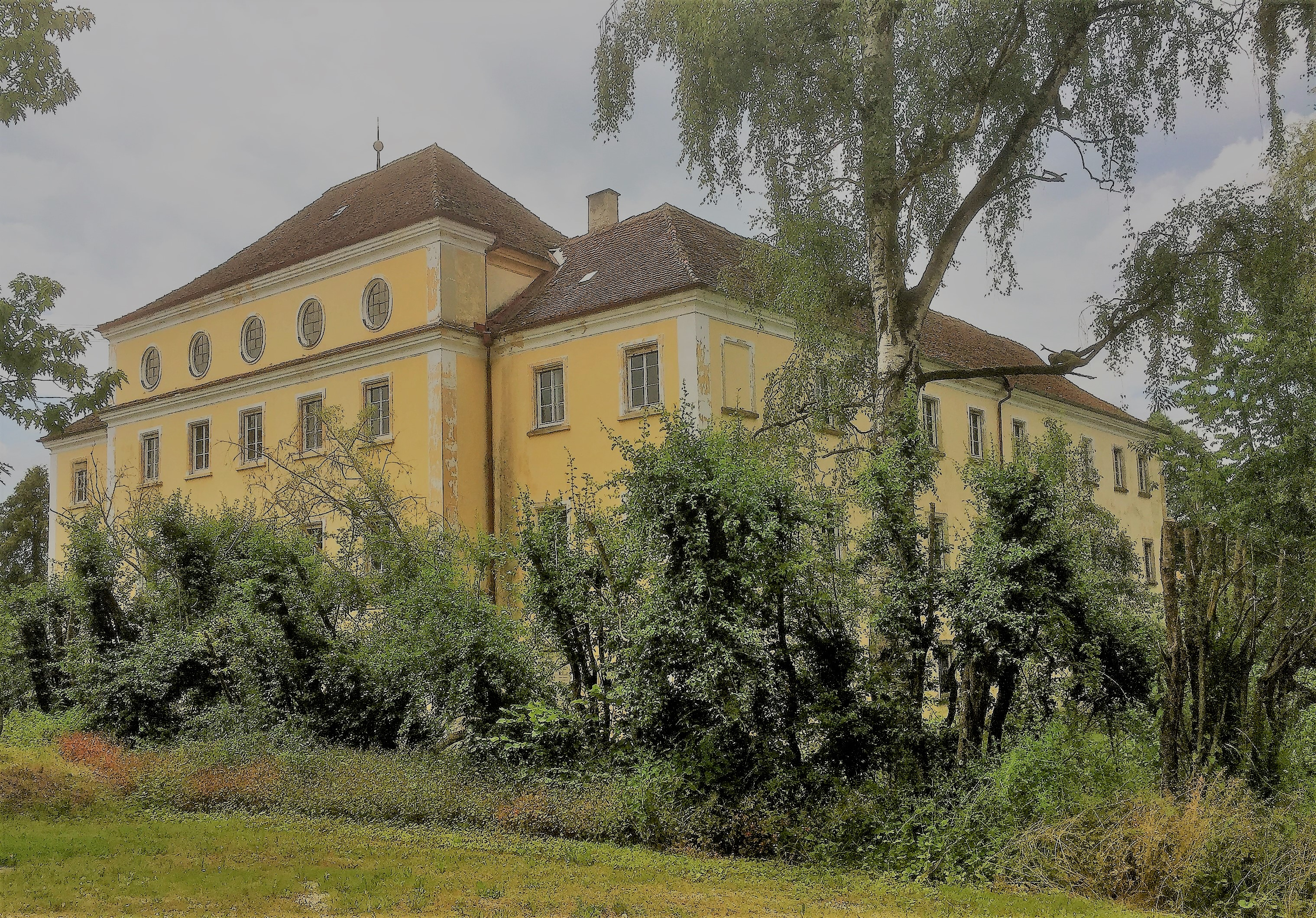
Schloss Mickhausen (1528–1843)
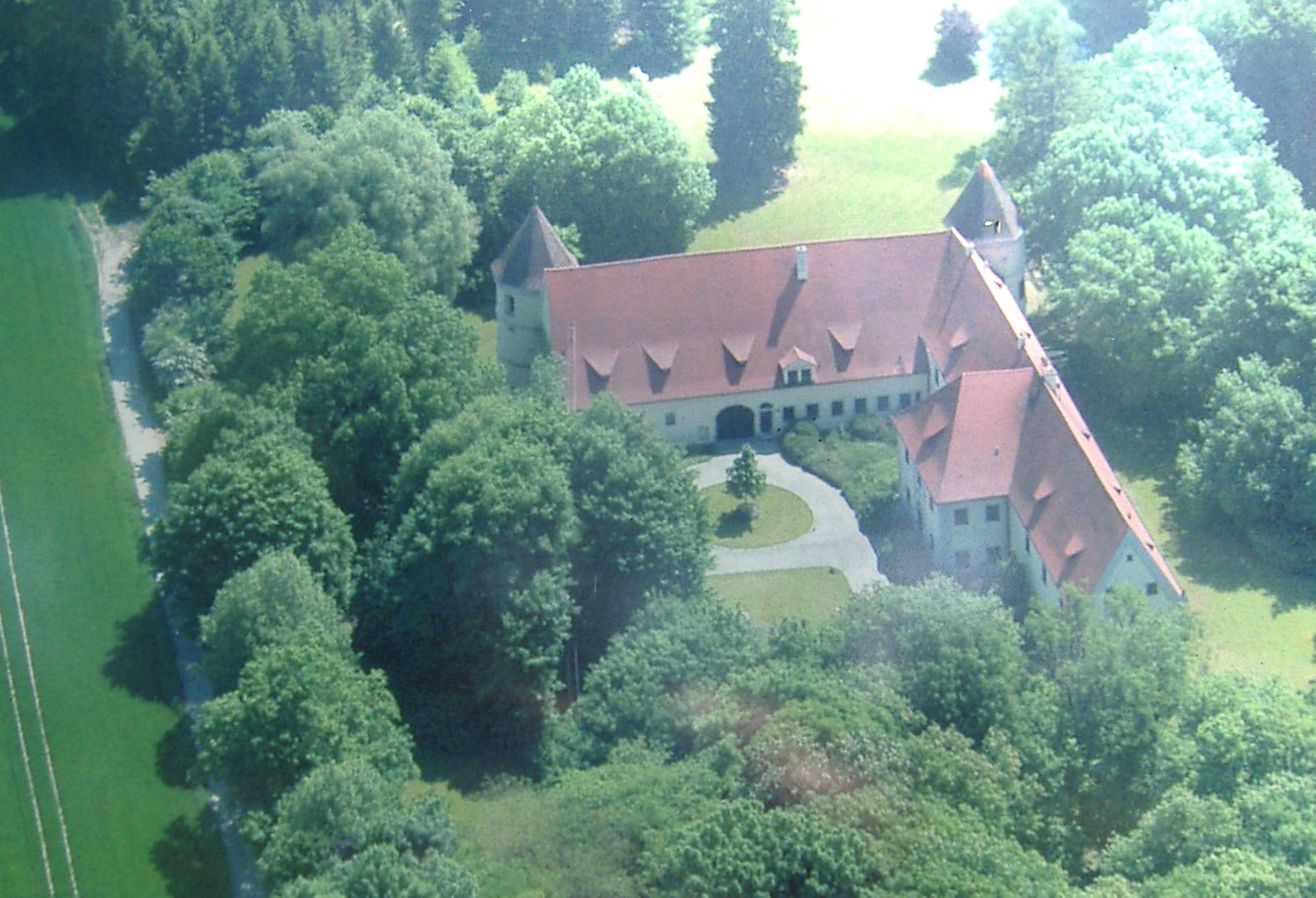
Schloss Oberndorf am Lech, 1533 erworben von Raymund Fugger
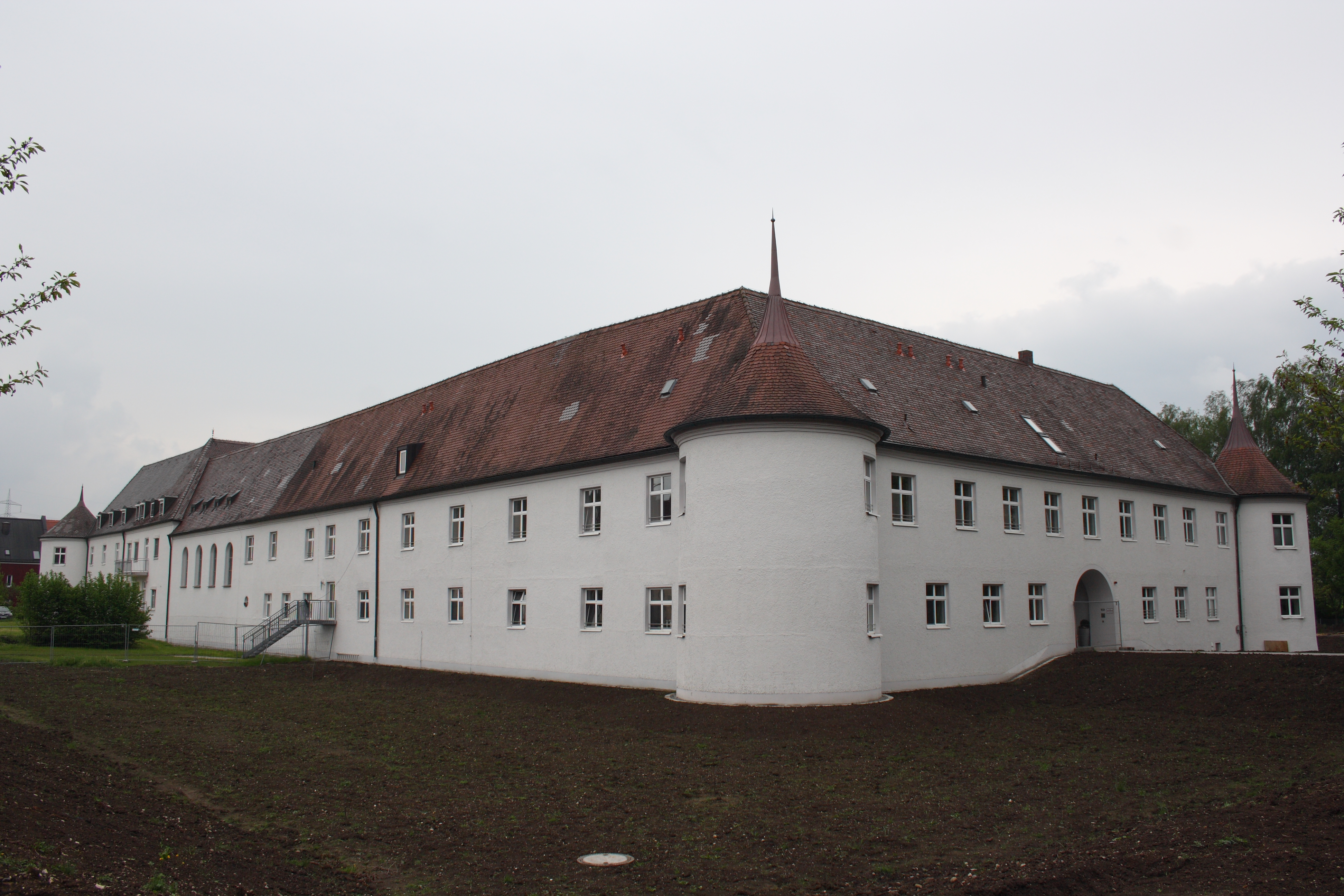
Schloss Glött (1537 erworben von Anton Fugger, bis 1869 im Besitz)
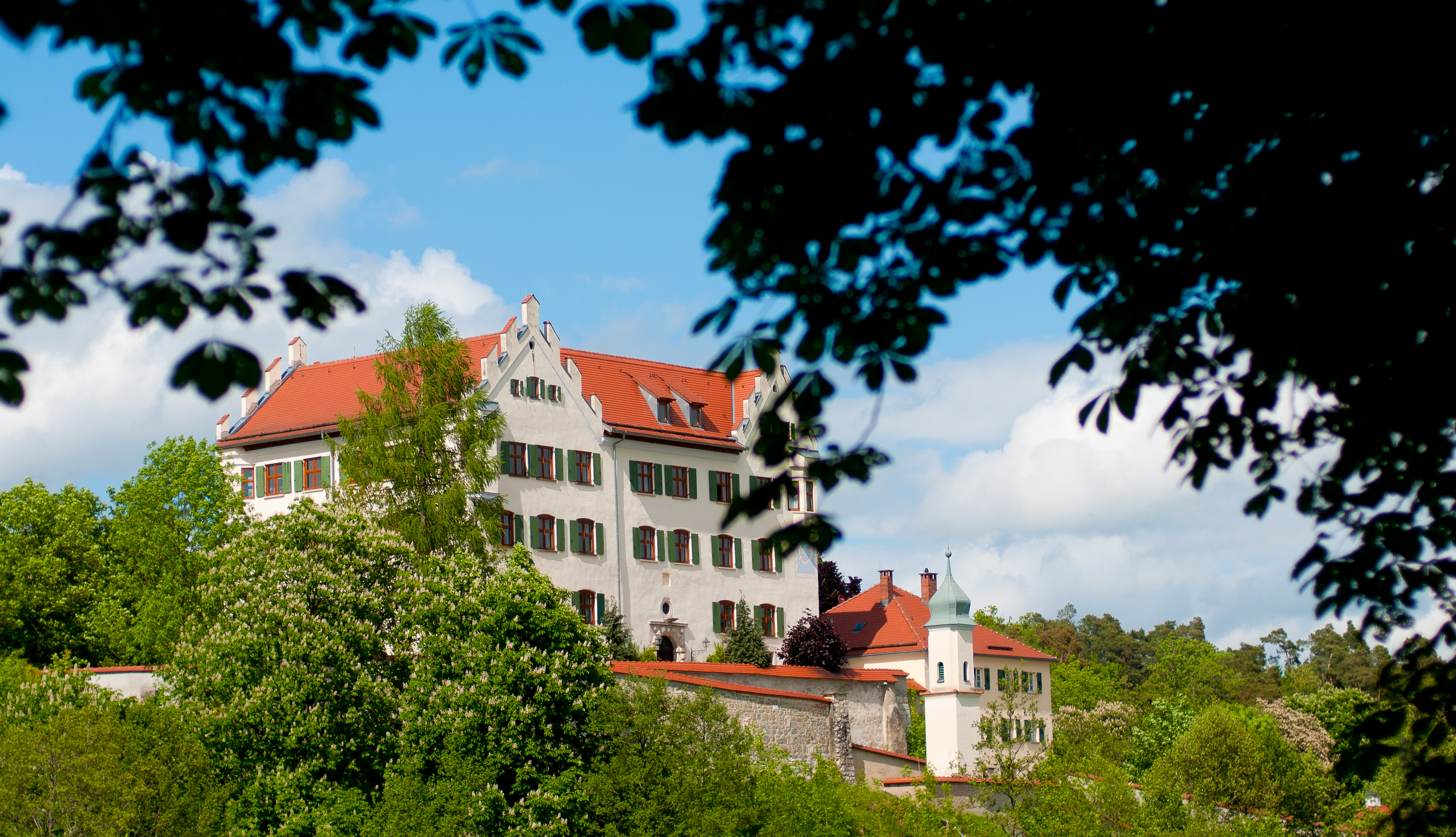
Schloss Duttenstein (1551–1735)
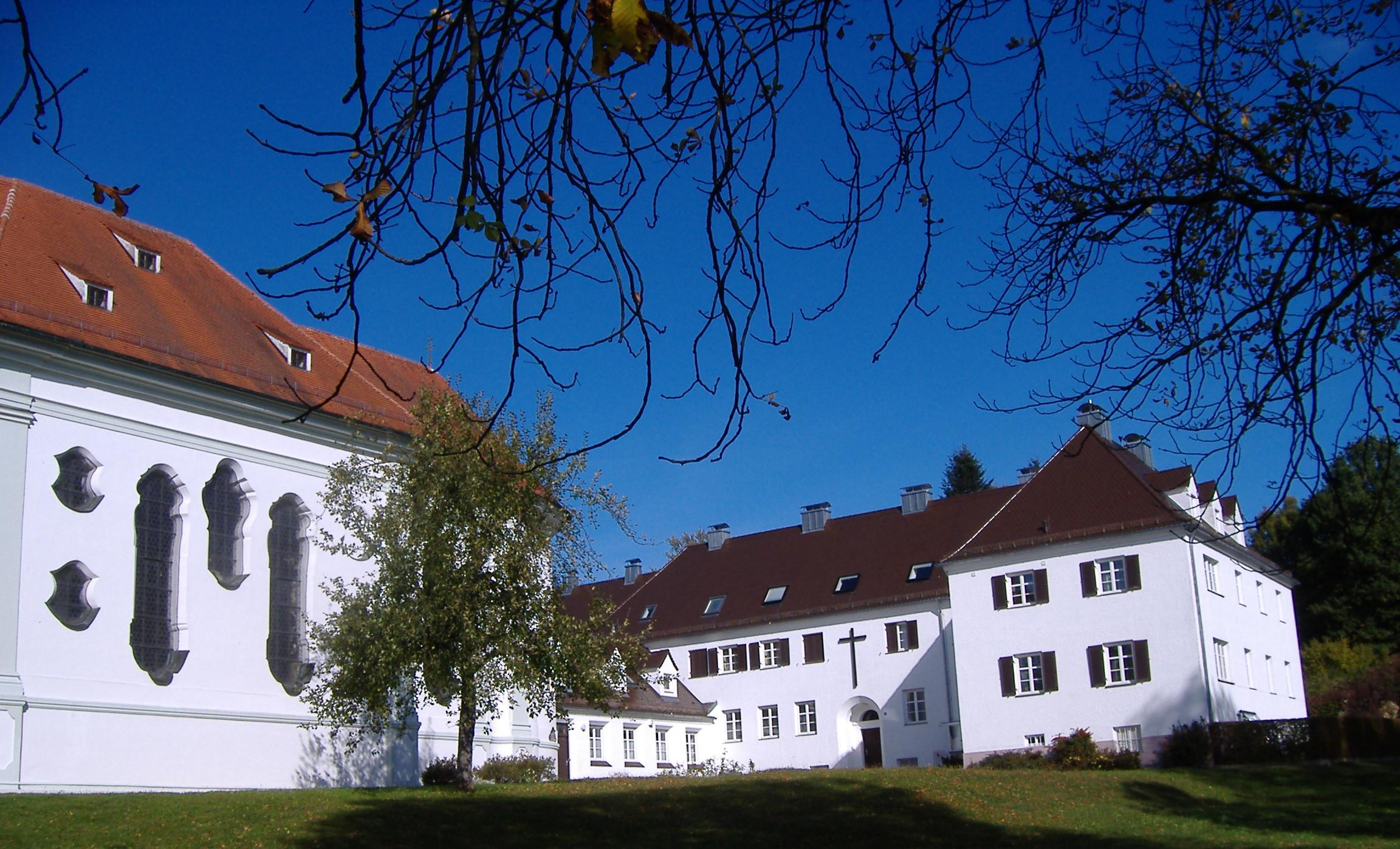
Kloster Welden, Landkreis Augsburg, erworben 1597
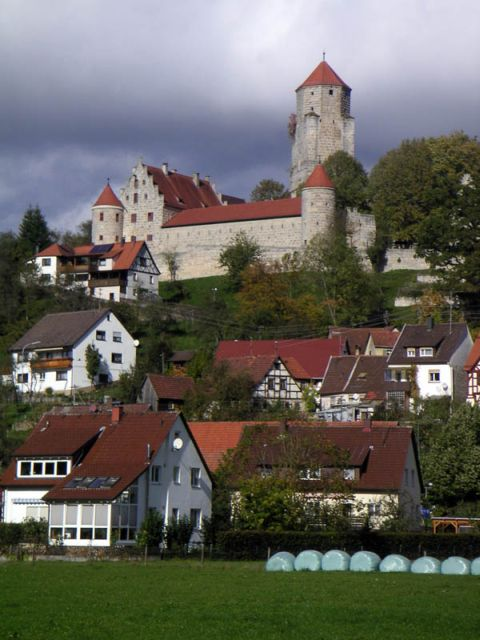
Burg Niederalfingen (1551–1838)
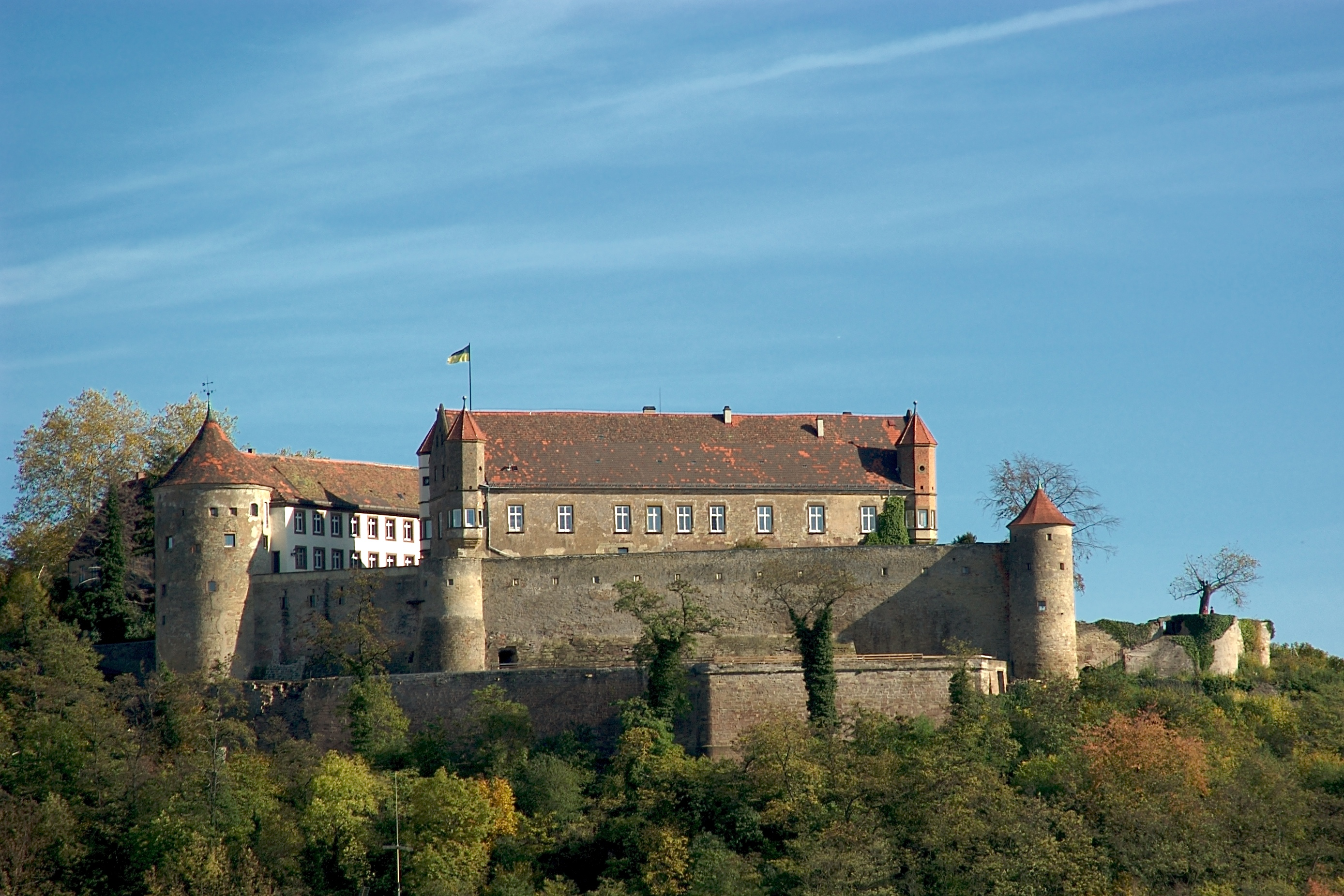
Burg Stettenfels (1551–1747)
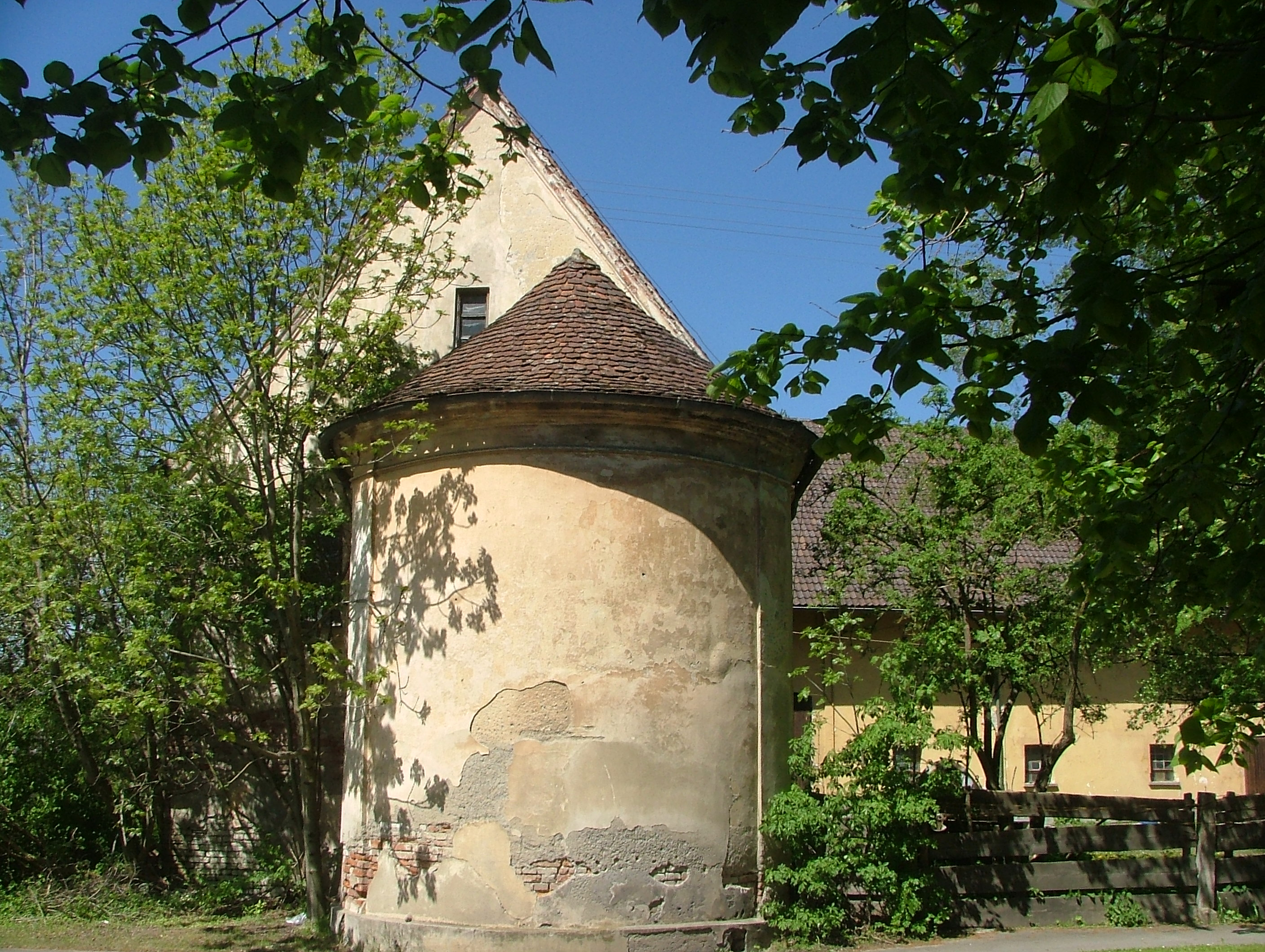
Schloss Boos (1551–?)
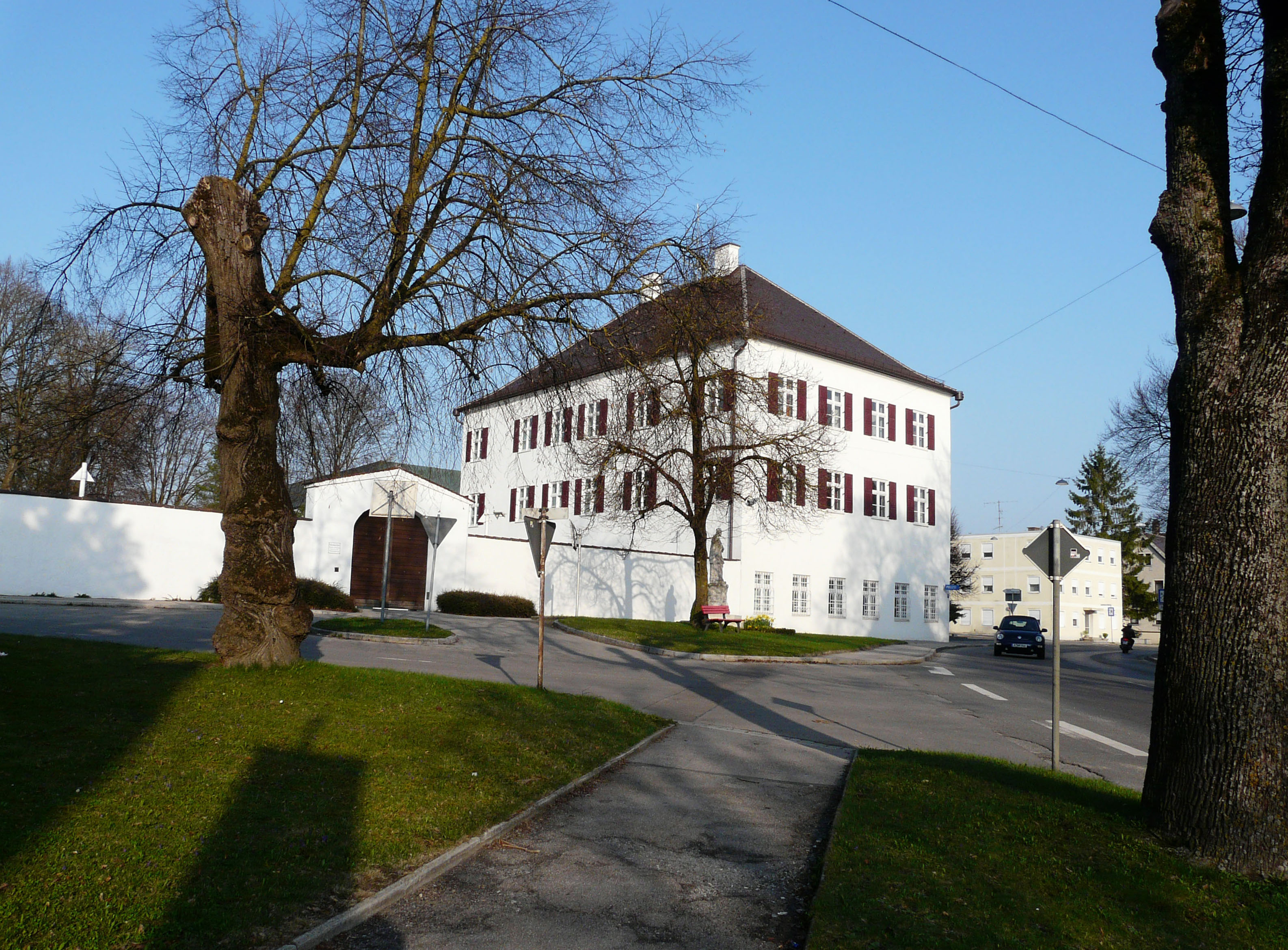
Schloss Schwabmünchen (1580–1696)
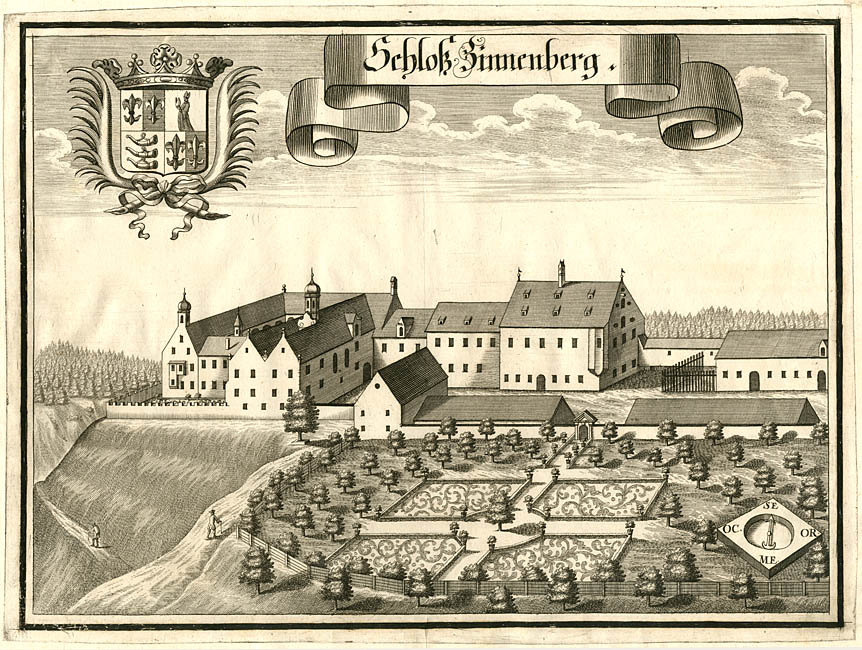
Schloss Zinneberg (1596–1825)
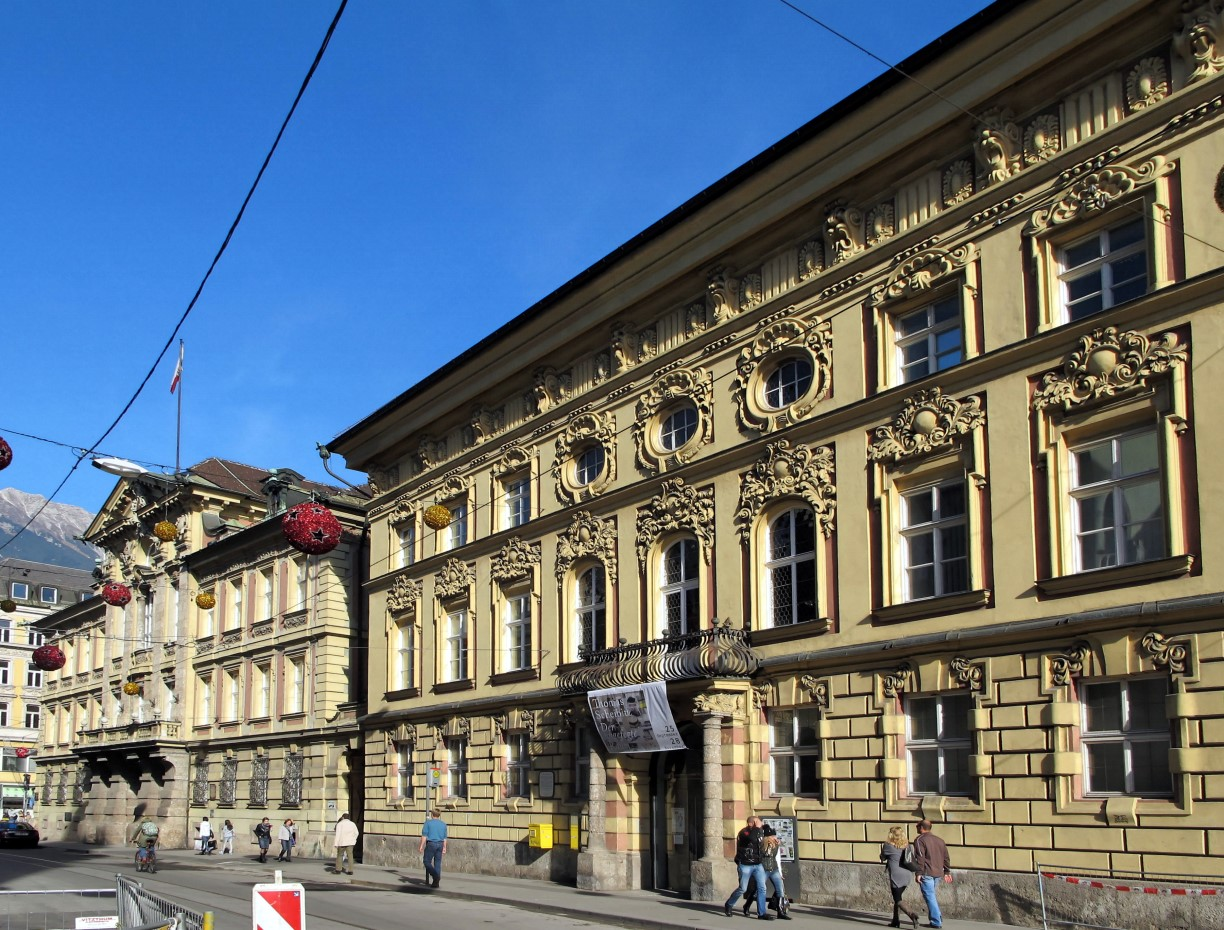
Palais Fugger-Taxis, Innsbruck

##### Handelsniederlassungen

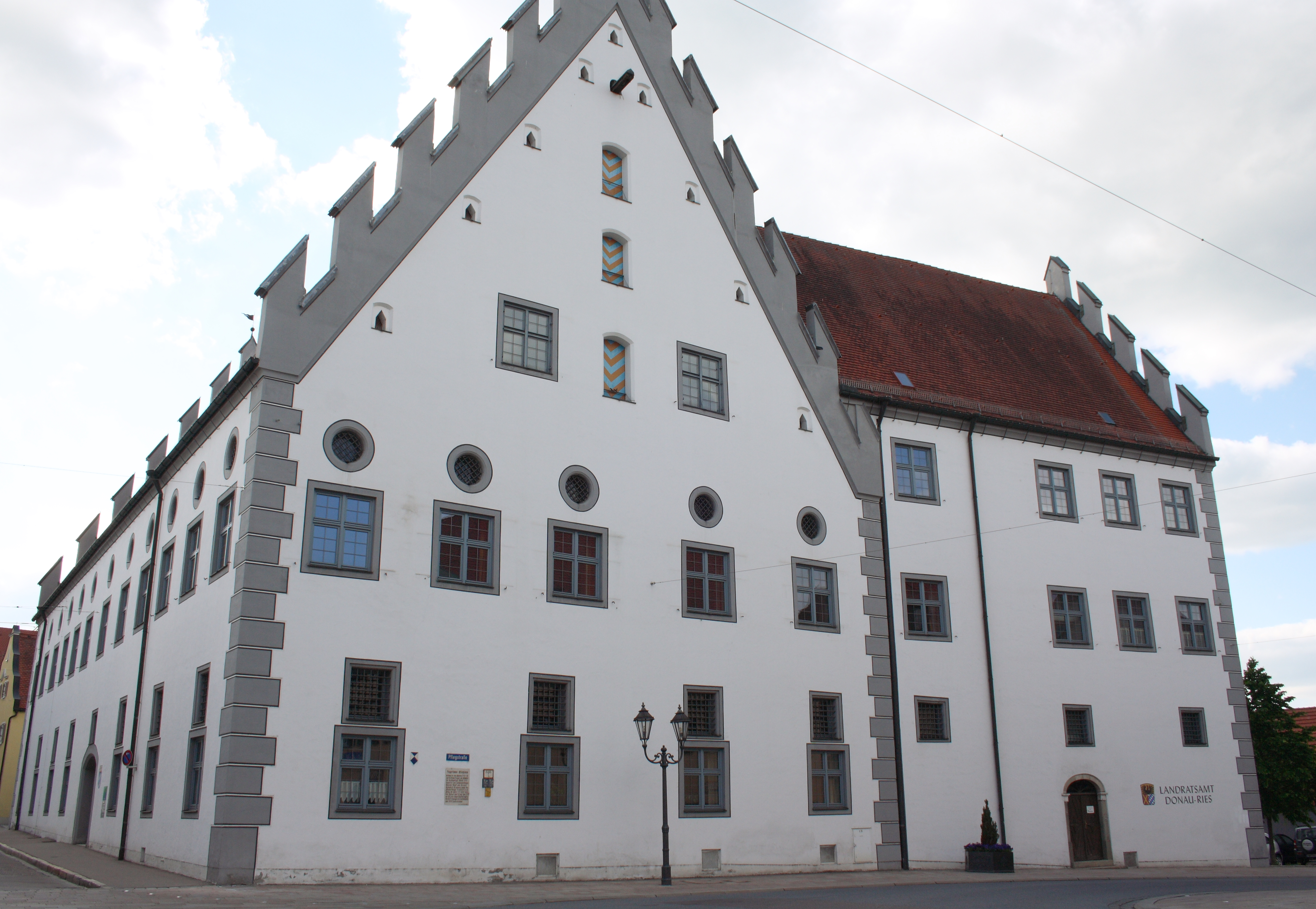
Fuggerhaus in Donauwörth
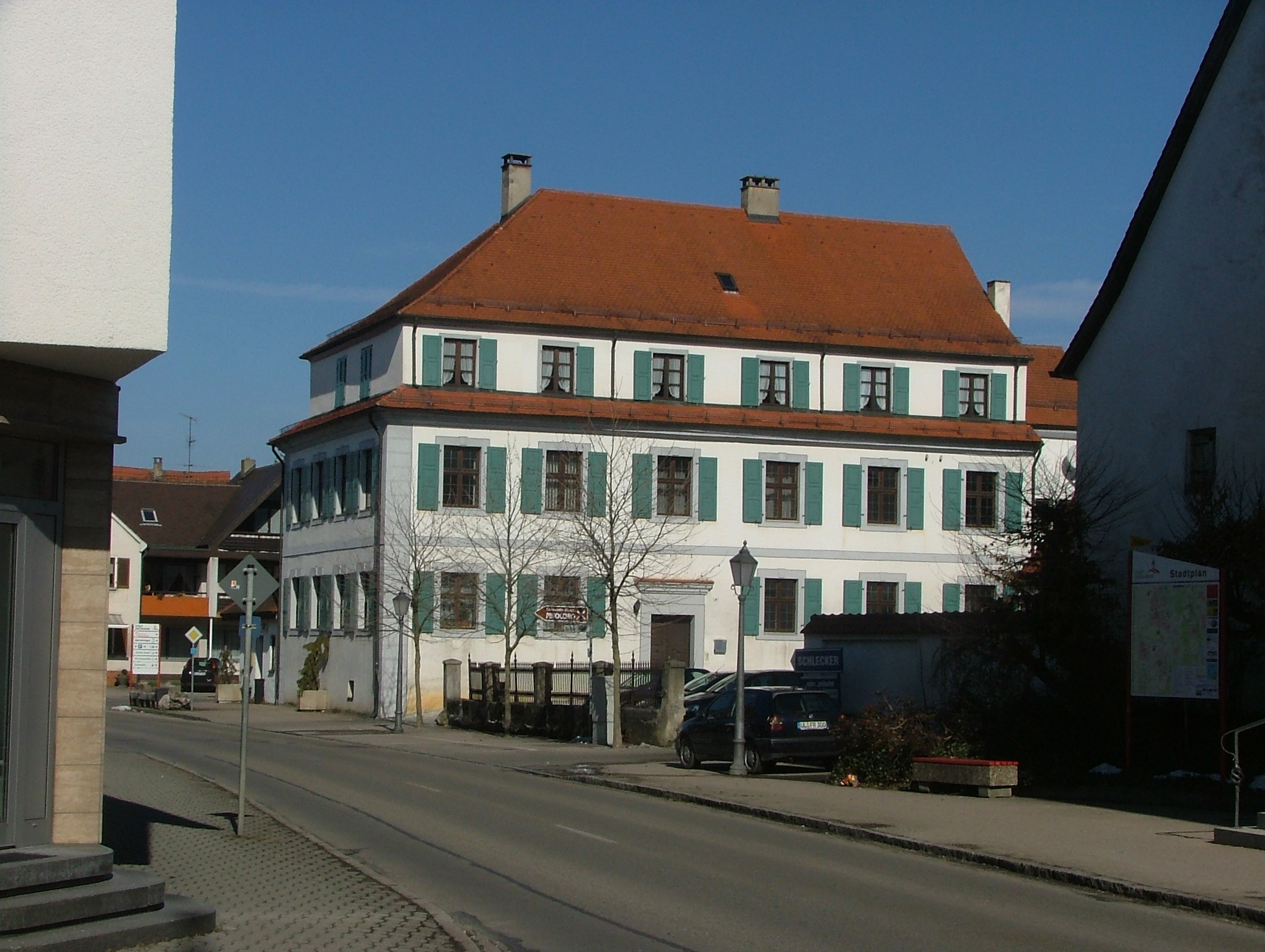
Fuggerhaus in Dietenheim
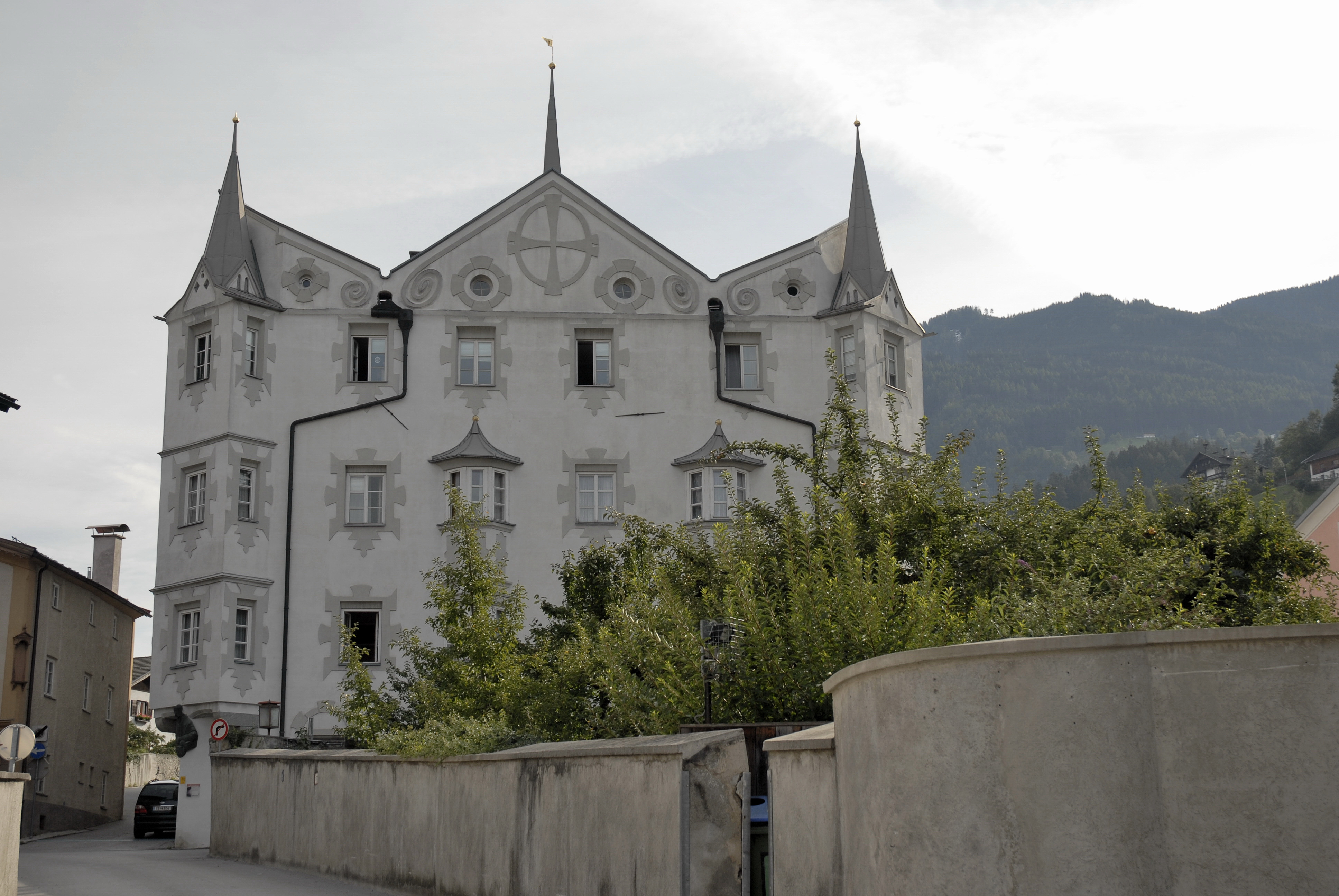
Fugger-Haus in Schwaz
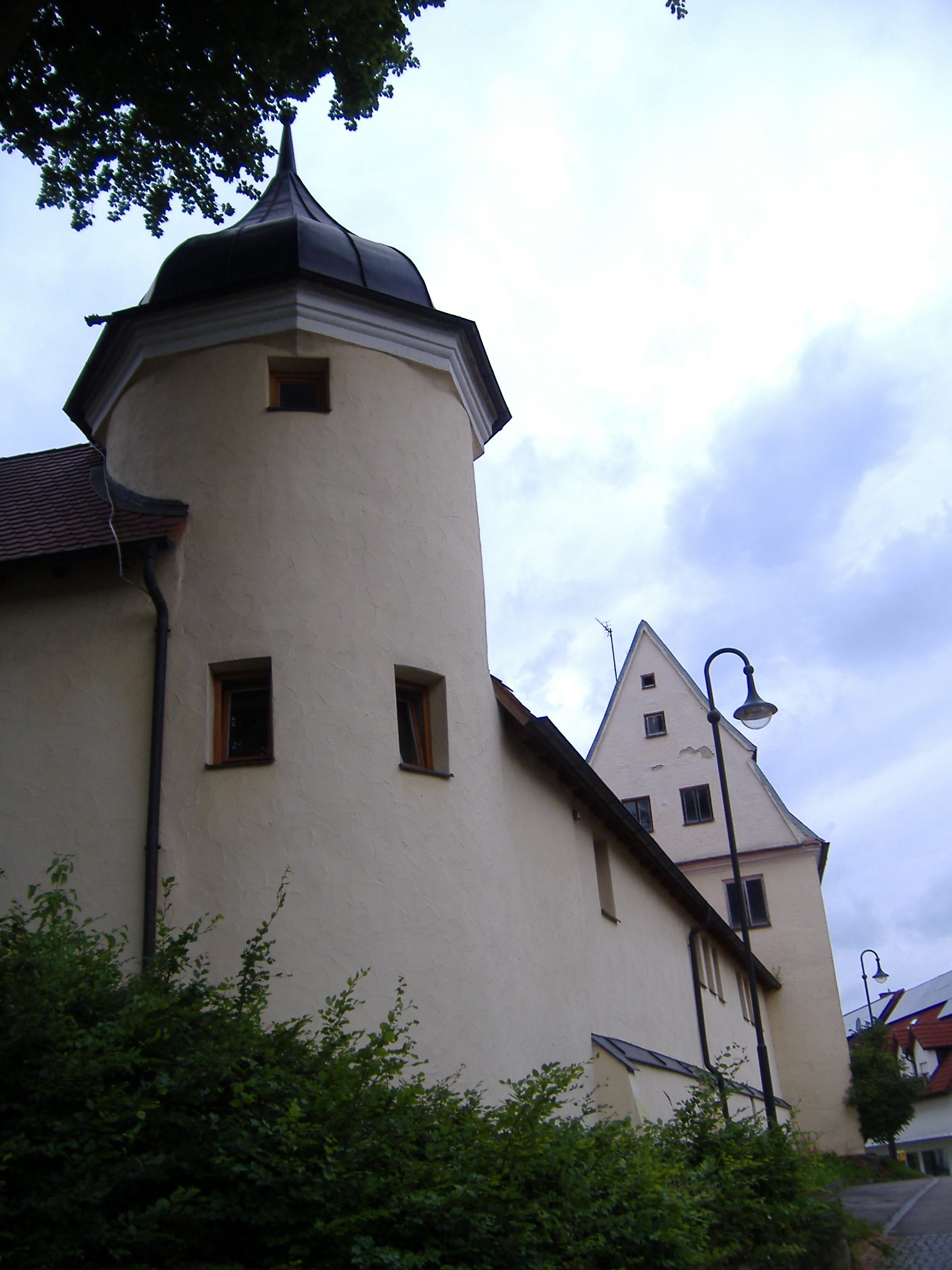
Fuggerschloss Emersacker, Landkreis Augsburg
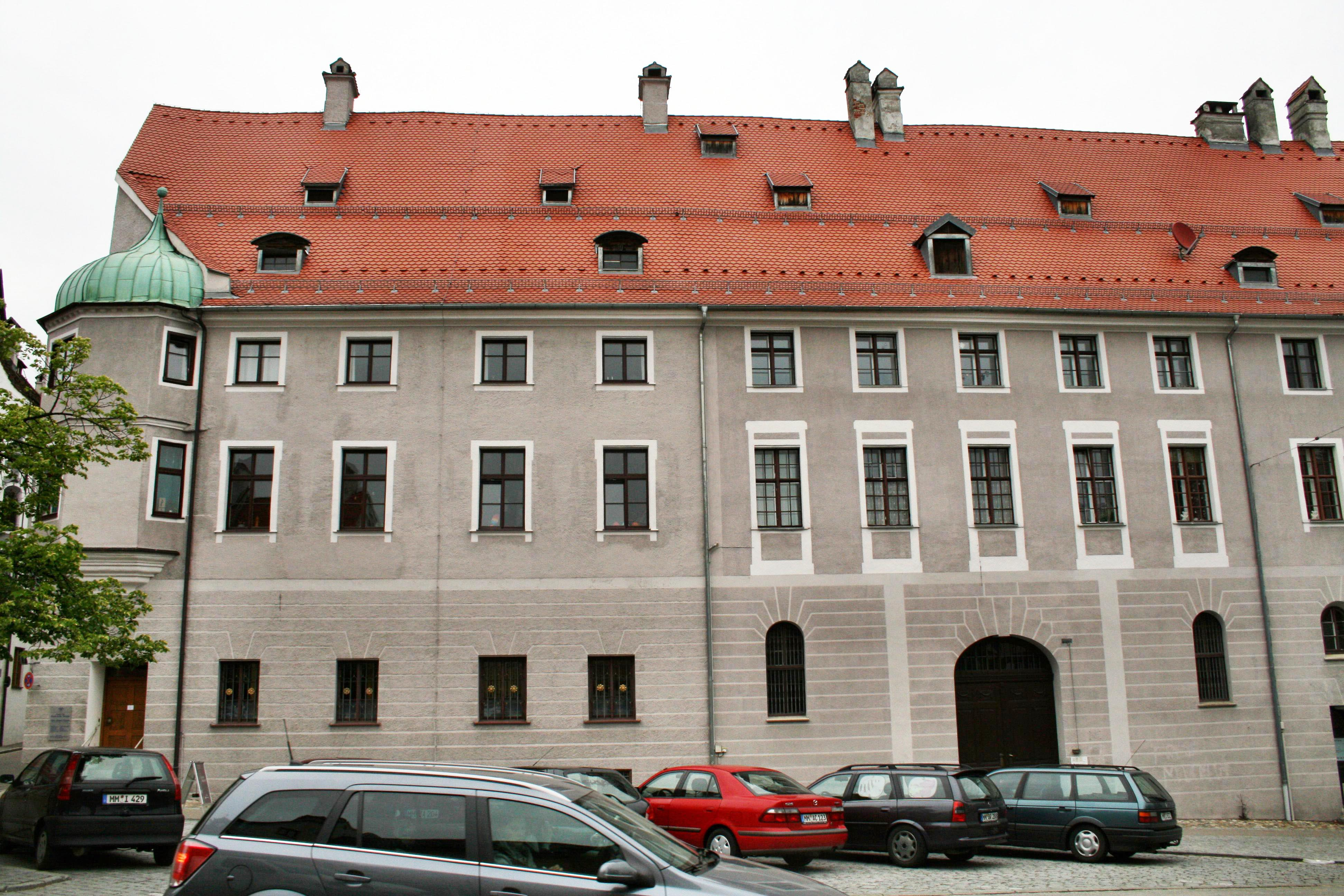
Fuggerbau in Memmingen
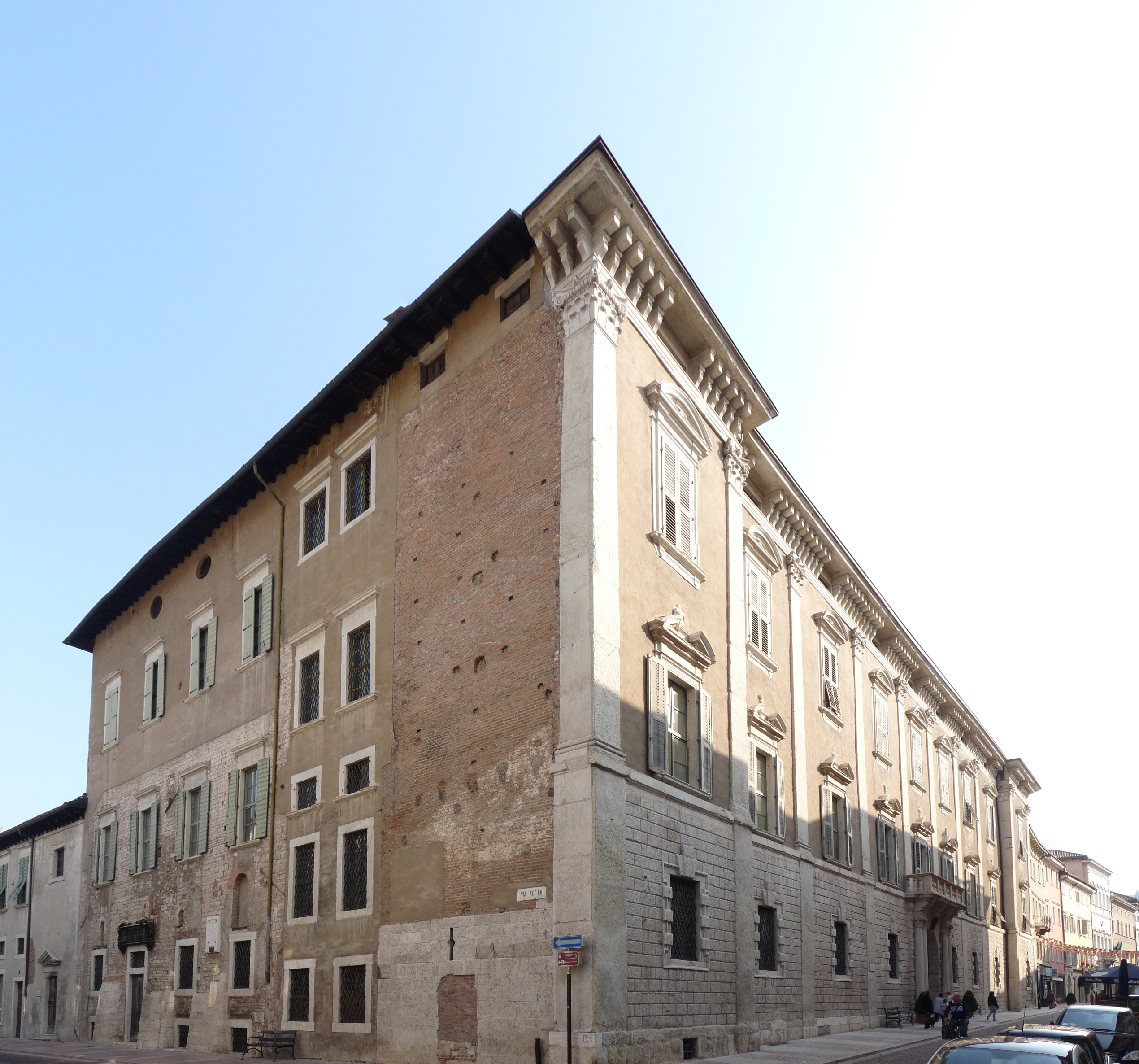
Palazzo Fugger in Trient
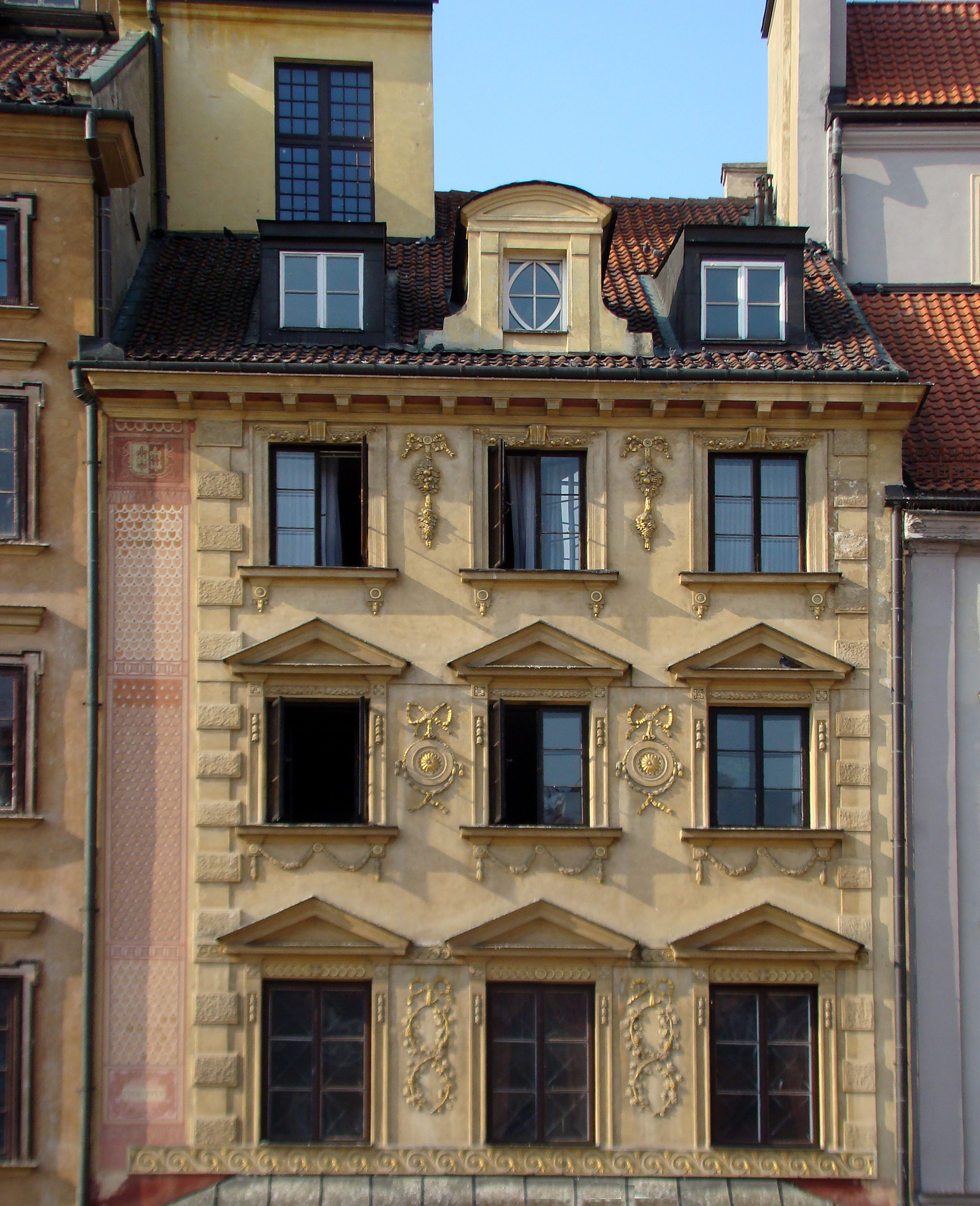
Fuggerhaus in Warschau
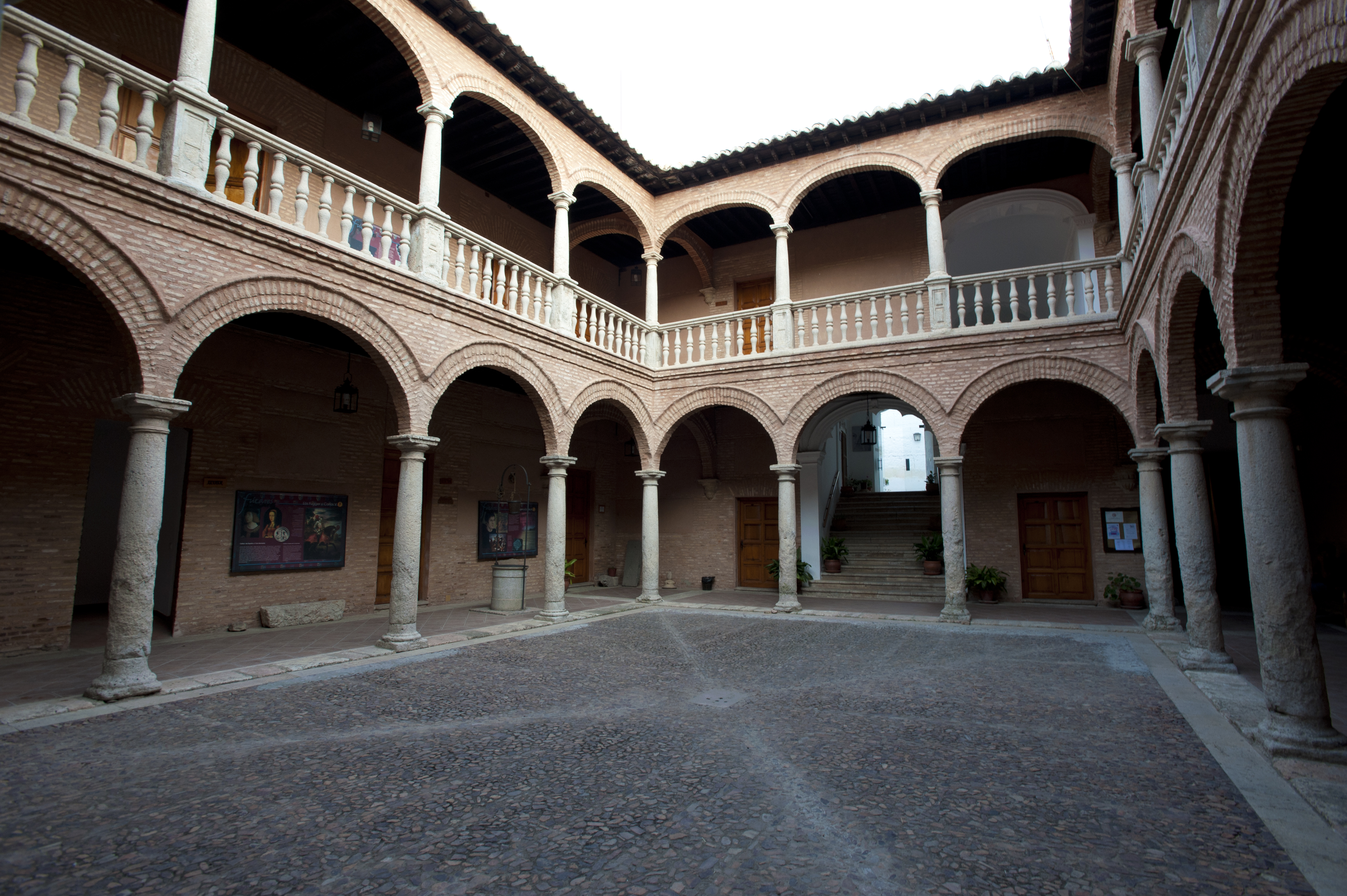
Almacén de los Fúcares, Innenhof der Faktorei in Almagro (Spanien)

#### Museen der Fugger
Mit dem Fuggermuseum auf dem Fuggerschloss Babenhausen, dem Fuggereimuseum in der Augsburger Fuggerei und dem Museum im Weltkriegsbunker in der Fuggerei betreiben die Fuggerschen Stiftungen drei Museen, die an die bislang seit sechseinhalb Jahrhunderten bekannte Geschichte der Familie Fugger „von der Lilie“ erinnern. Seit 2014 zeigt das Fugger und Welser Erlebnismuseum im Augsburger Wieselhaus eine interaktive Ausstellung zur Geschichte der beiden Augsburger Handelsdynastien. Das Mercateum in Königsbrunn zeigt die historischen Handelsrouten nach Indien, bei der die Fugger und Welser eine zentrale Rolle spielten.

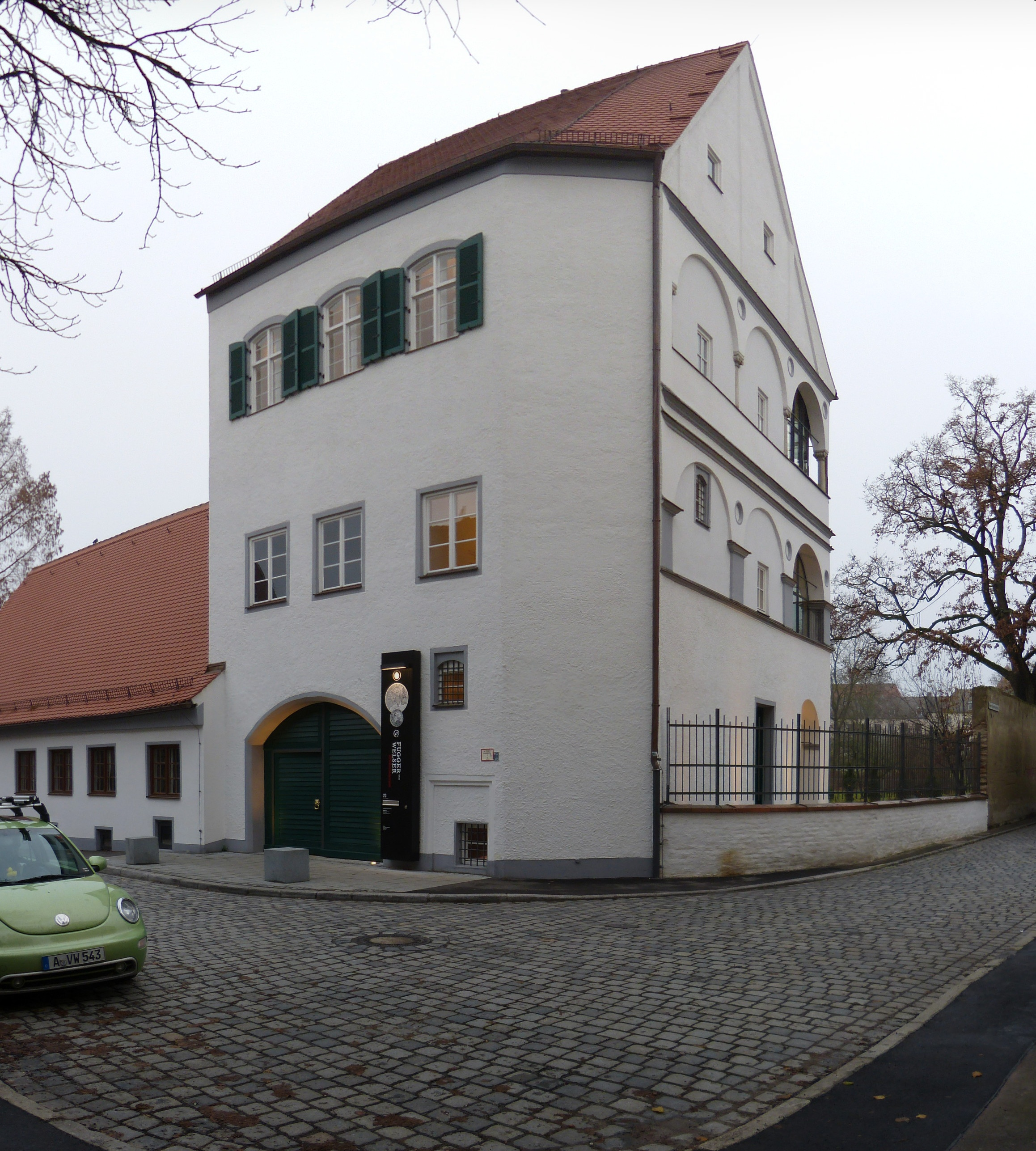
Augsburger Wieselhaus

#### Das Fugger-Archiv
Das Fugger-Archiv in Dillingen betreut mithilfe eines hauptamtlichen Archivars die Dokumente der Familie Fugger „von der Lilie“, der Fuggerfirma und der Fugger’schen Stiftungen. Die älteste Fugger’sche Urkunde stammt aus dem Jahr 1430. Das Archiv steht für wissenschaftliche und heimatkundliche Forschung nach Voranmeldung offen.

## Wichtige Familienmitglieder der Fugger „von der Lilie“
Die Hauptvertreter der Familie waren:
- Hans Fugger (gemeinsamer Stammvater beider Linien, in Augsburg 1367–1408)
  - Jakob Fugger der Ältere (1398–1469), Stammvater der „Fugger von der Lilie“
    - Ulrich Fugger der Ältere (1441–1510)
      - Ulrich Fugger der Jüngere (1490–1525)

    - Georg Fugger (1453–1506)
      - Raymund Fugger (1489–1535)
        - Hans Jakob Fugger (1516–1575)
          - Sigmund Friedrich Fugger (1542–1600)

        - Georg Fugger (1518–1569)
          - Philipp Eduard Fugger (1546–1618)
          - Octavian Secundus Fugger (1549–1600)

        - Ulrich (III.) Fugger (1526–1584)

      - Anton Fugger (1493–1560)
        - Markus (III.) Fugger (1529–1597)
          - Maria Magdalena (1566–1646)

        - Hans (III.) Fugger (1531–1598)
          - Markus (IV.) Fugger (1564–1614)
          - Jakob (IV.) Fugger (1567–1626)
          - Christoph Fugger (1566–1615)
            - Carl Ernst Fugger (1859–1940)
            - Ottheinrich Fugger (1592–1644)

        - Jakob (III.) Fugger (1542–1598)
          - Johann Fugger (1583–1633)
            - Anselm Maria Fugger von Babenhausen (1766–1821)

          - Hieronymus Fugger von Wellenburg (1584–1633)
            - Joseph Maria Fugger von Wellenburg (1714–1764)

    - Jakob Fugger „der Reiche“ (1459–1525)

### Jakob Fugger „der Reiche“

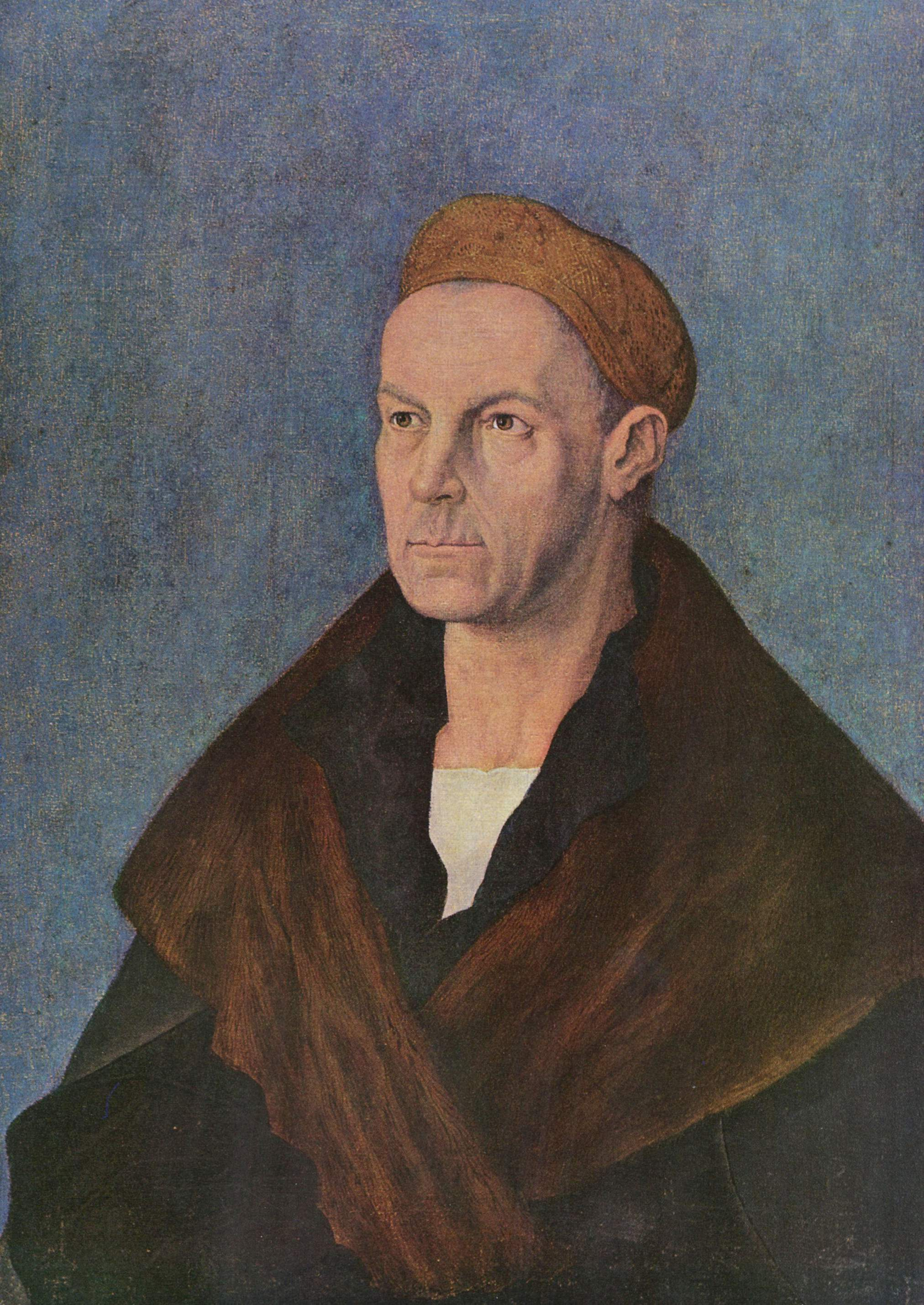
„Porträt des Jakob Fugger“, Albrecht Dürer (um 1519)

Jakob Fugger (* 6. März 1459 in Augsburg; † 30. Dezember 1525 in Augsburg), genannt Jakob Fugger „der Reiche“ (auch: Jakob II. Fugger), stieg im Zeitraum von 1487 bis etwa 1500 zum reichsten und bedeutendsten Kaufherrn, Montanunternehmer und Bankier Europas auf. Er war der siebte und jüngste Sohn Jakob Fuggers d. Ä. und dessen Ehefrau Barbara. Im Alter von zwölf Jahren erhielt Jakob Fugger zwar die niederen Weihen und eine Pfründe, entschied sich jedoch früh für die kaufmännische Laufbahn und wurde spätestens ab 1473 in Venedig ausgebildet.
Das bei Jakob Fuggers Geburt seit Jahrzehnten bestehende Familienunternehmen war zunächst im Baumwoll- und Barchenthandel erfolgreich. Spätestens ab etwa 1472 war die Familie Jakob Fuggers auch mit Finanzgeschäften, spätestens 1478 zudem mit Bergwerksunternehmungen befasst. Jakob Fugger engagierte sich ab etwa 1480 als Montanunternehmer. Durch Geschäfte mit Silber in Tirol und Kupfer in Ungarn (5) wuchs die Fuggerfirma rasch. Durch Jakob Fuggers Kreditgeschäfte mit vier Päpsten, zahlreichen Mitgliedern der Kurie und des Hochadels, den Königen von Ungarn, England und Portugal sowie den Habsburgerkaisern Maximilian I. und Karl V., wuchs der politische Einfluss der Familienfirma. Ihre Geschäftspolitik bestimmte Jakob Fugger ab der Zeit um 1487. Spätestens seit 1510 leitete er das Unternehmen wie ein Monarch. In den 15 Jahren bis zu seinem Tod vervielfachte er das Kapital der Fuggerfirma. 1505/06 beteiligte sich die Fuggerfirma an der ersten Seehandelsexpedition deutscher Kaufleute nach Ostindien. 1524 beteiligte sich Jakob Fugger an einer der frühesten spanischen Handelsexpeditionen zu den Molukken. Noch kurz vor seinem Tod bereitete Jakob Fugger dem Einstieg der Augsburger Familienfirma in den Quecksilberbergbau im spanischen Almadén den Weg.
Den Höhepunkt seiner politischen Bedeutung erreichte Jakob Fugger, als er die Wahlgelder stellte, mit denen er 1519 die Wahl des spanischen Königs Karl I. zum deutschen König und damit in der Folge zum Kaiser des Heiligen Römischen Reichs deutscher Nation sicherte. Die durch den Papst vorgenommene Krönung Karls V. zum Kaiser erfolgte offiziell allerdings erst am 24. Februar 1530. 1521 finanzierte Jakob Fugger die Eheschließung von Karls Bruder Ferdinand I. mit Anna von Böhmen und Ungarn. Durch ihre Heirat fielen Ungarn und Böhmen Jahre später an die Habsburger.
1507 erwarb Jakob Fugger vor den Toren von Ulm die Grafschaft Kirchberg, die Herrschaft Weißenhorn mit der dazugehörigen Stadt sowie die Herrschaften Wullenstetten und Pfaffenhausen und Reste der alten Grafschaft Marstetten. 1509 kaufte Jakob Fugger die Hofmark Schmiechen, 1514 die Herrschaft Biberbach mit der Burg Markt. Aus juristischen Gründen erhob Kaiser Maximilian I. den bürgerlichen Kaufherrn und gelernten Handwerker Jakob Fugger 1511 in den Adelsstand und 1514 in den Reichsgrafenstand – ein bis dahin im Heiligen Römischen Reich deutscher Nation einzigartiger Vorgang.
1509 stiftete Jakob Fugger (mit seinen Brüdern Ulrich und im Namen des 1506 verstorbenen Georg) die möglicherweise von Albrecht Dürer geplante Fuggerkapelle, den ersten deutschen Renaissancebau. 1512 ließ Jakob Fugger die Fuggerhäuser am Augsburger Weinmarkt erbauen. Der dortige, 1515 errichtete Damenhof ist der erste Profanbau der deutschen Renaissance. Am 23. August 1521 stiftete Jakob Fugger (auch im Namen seiner verstorbenen Brüder Ulrich und Georg) die von 1516 bis 1523 erbaute Augsburger Fuggerei, die heute älteste Sozialsiedlung der Welt. 1517 stiftete Jakob Fugger zudem die bis heute bestehende St.-Moritz-Prädikatur.
Jakob Fugger ist einer der bekanntesten Unternehmer der europäischen Geschichte. Seit 1967 wird Jakob Fugger mit einer Marmorbüste in der Walhalla, der Ruhmeshalle der Deutschen in Donaustauf, geehrt.

### Anton Fugger

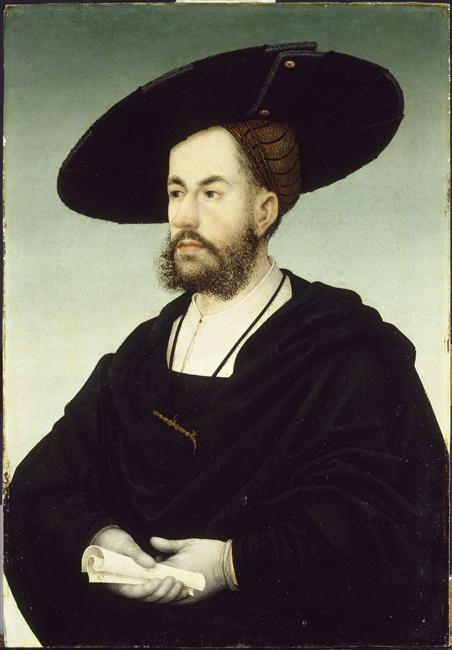
Porträt von Anton Fugger;
Künstler: Hans Maler zu Schwaz

Nach dem Tod des kinderlos verstorbenen Jakob Fugger „des Reichen“ übernahm dessen Neffe Anton Fugger (* 10. Juni 1493 in Augsburg; † 14. September 1560 in Augsburg) das Familienunternehmen. Er führte das Montangeschäft der Familienfirma in Tirol, Ungarn und Spanien sowie den schlesischen Goldbergbau fort. Unter seiner Ägide wurden die Finanzgeschäfte wichtiger. Das Geschäft des Augsburger Unternehmens verlagerte sich nach Westen. Neben den Habsburgern Karl V. und Ferdinand I. gab Anton Fugger auch den Königen von Portugal, Dänemark und England sowie dem Großherzog von Florenz Kredit. Um 1550 war er nicht nur „halboffizieller Kaiserfaktor“, sondern auch ein europaweit tätiger Bankier mit internationalen Interessen. Unter ihm wurde Barchent (eine Gewebeart) aus dem schwäbischen Weißenhorn bis in die Neue Welt exportiert. 1532 lag sogar ein unterschriftsreifer Kolonialpachtvertrag zwischen der spanischen Krone und Anton Fugger vor. Er wurde jedoch – möglicherweise wegen des Scheiterns einer Kolonialflotte (1533) – nicht unterzeichnet. Die Fugger erhielten 1534 das Privileg, eigene Münzen zu prägen. Aus der Ära Anton Fuggers sind Handelsbeziehungen der Firma mit Westafrika bekannt.
Anton Fugger hatte mit zahlreichen Problemen zu kämpfen. Die römische Fuggerfaktorei musste nach dem Sacco di Roma (Plünderung Roms) von 1527 geschlossen werden. Die Kupferpacht in Ungarn kündigte er 1545 wegen sinkender Erträge und nicht zuletzt auch aufgrund der Türkengefahr, wegen der er um 1535 die Festung Bibersburg in der heutigen Slowakei ausbauen ließ. Doch auch große Kredite an die Habsburger – bedingt durch den Schmalkaldischen Krieg von 1546/47 und den Fürstenaufstand von 1552 – sowie eigenmächtig vergebene Kredite des Fuggerfaktors in Antwerpen verstärkten die Abhängigkeit der Familienfirma von den Rückzahlungen der Habsburger, die aufgrund ihrer immensen Schulden die Bedingungen diktieren konnten.
Nördlich von Augsburg erwarb Anton Fugger die Herrschaften Oberndorf (1533), Glött (1537) und Ehingen (1544) sowie die Reichspflege Donauwörth (1536). Unter anderem ließ er das Pfleghaus in Donauwörth und die Schlösser in Oberndorf und Glött errichten. 1538 schuf er mit der Herrschaft Babenhausen an der Günz (Mittelschwaben), wo er sich ab 1541 ein Schloss bauen ließ, einen weiteren großen Besitzkomplex. 1539 erweiterte er seinen Herrschaftsbesitz um Brandenburg und Dietenheim an der Iller. 1546 erwarb er mit der Grafschaft Pfirt, der Festung Blochmont und etlichen Dörfern auch Pfandbesitz im Elsass, den er 1557 um die Herrschaft Thann erweiterte. In Mittelschwaben kamen 1547 die Erwerbungen Markt Rettenbach und Pleß hinzu. 1551 kaufte Anton Fugger schließlich die Herrschaften Kirchheim an der Mindel und Eppishausen in Mittelschwaben sowie Niederalfingen, Stettenfels und Duttenstein im heutigen Baden-Württemberg. Damals wurden auch Reichau und weitere Besitzungen in Mittelschwaben erworben, 1558 wurde der Besitzkomplex bei Babenhausen um Kettershausen und Bebenhausen erweitert. Es gibt Spekulationen, dass Fugger versucht haben soll, ein „Fürstentum Schwaben“ zu errichten, was jedoch misslang.
1548 gab Anton Fugger den Stiftungen Jakob Fuggers „des Reichen“ ein juristisches Dach, das ihren Fortbestand bis heute sichert. Er selbst gründete 1548 die „Holz- und Blatternhaus-Stiftung“ und die „Spitalstiftung Waltenhausen“ sowie 1560 (testamentarisch) die Schneidhaus-Stiftung.
35 Jahre lang führte Anton Fugger die Firma. 1530 wurden die Fugger in den erblichen Reichsgrafenstand erhoben. In der Bilanz von 1546 erreichte die Firma Fugger mit 5 Millionen Gulden den höchsten Stand ihres Eigenkapitals. Nach seinem Tod nannte ein Zeitgenosse Anton Fugger einen „Fürsten der Kaufleute“. Ein Historiker urteilte: „In der an interessanten Persönlichkeiten reichen Fuggergeschichte ist Anton Fugger eine der beiden ganz großen Gestalten“. Mit dem Tod Anton Fuggers endete das sogenannte „Zeitalter der Fugger“ (Richard Ehrenberg).

### Ulrich Fugger

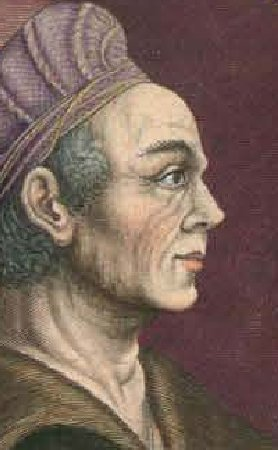
Ulrich I.

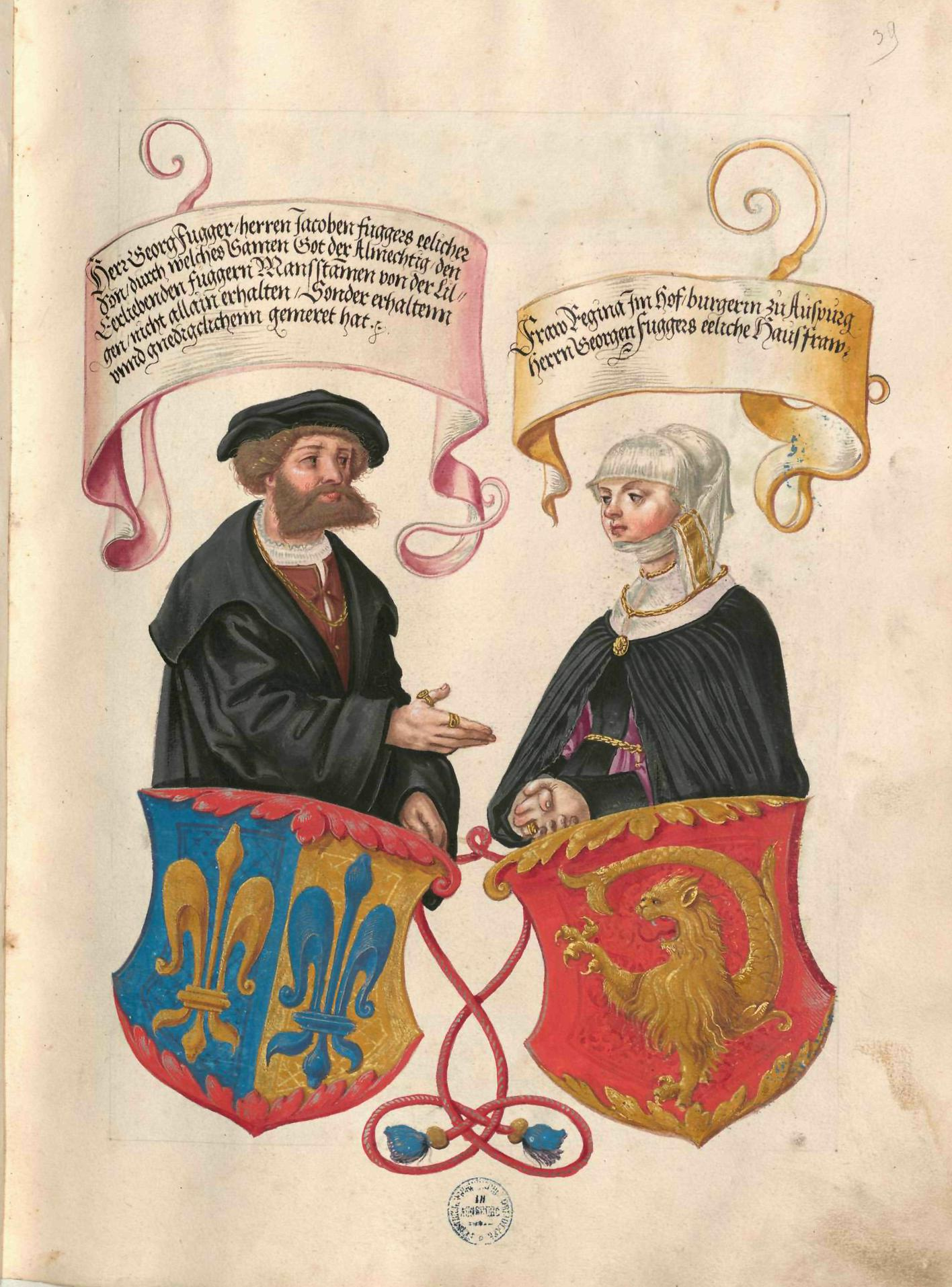
Georg u. Regina Imhoff

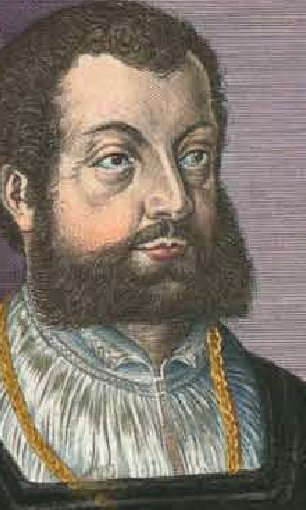
Raymund

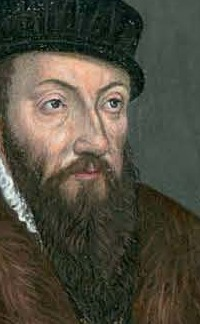
Hans Jakob

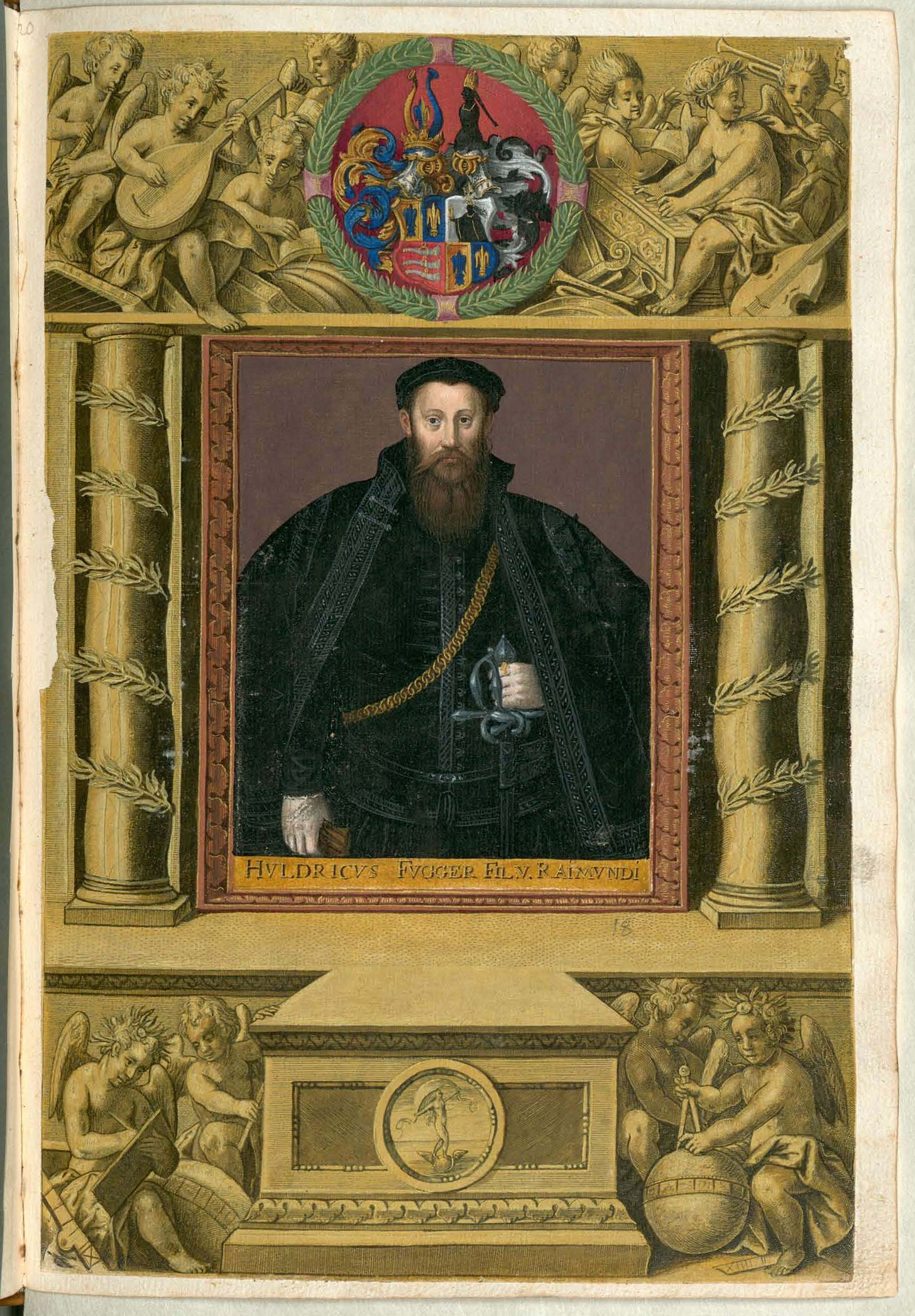
Ulrich III.

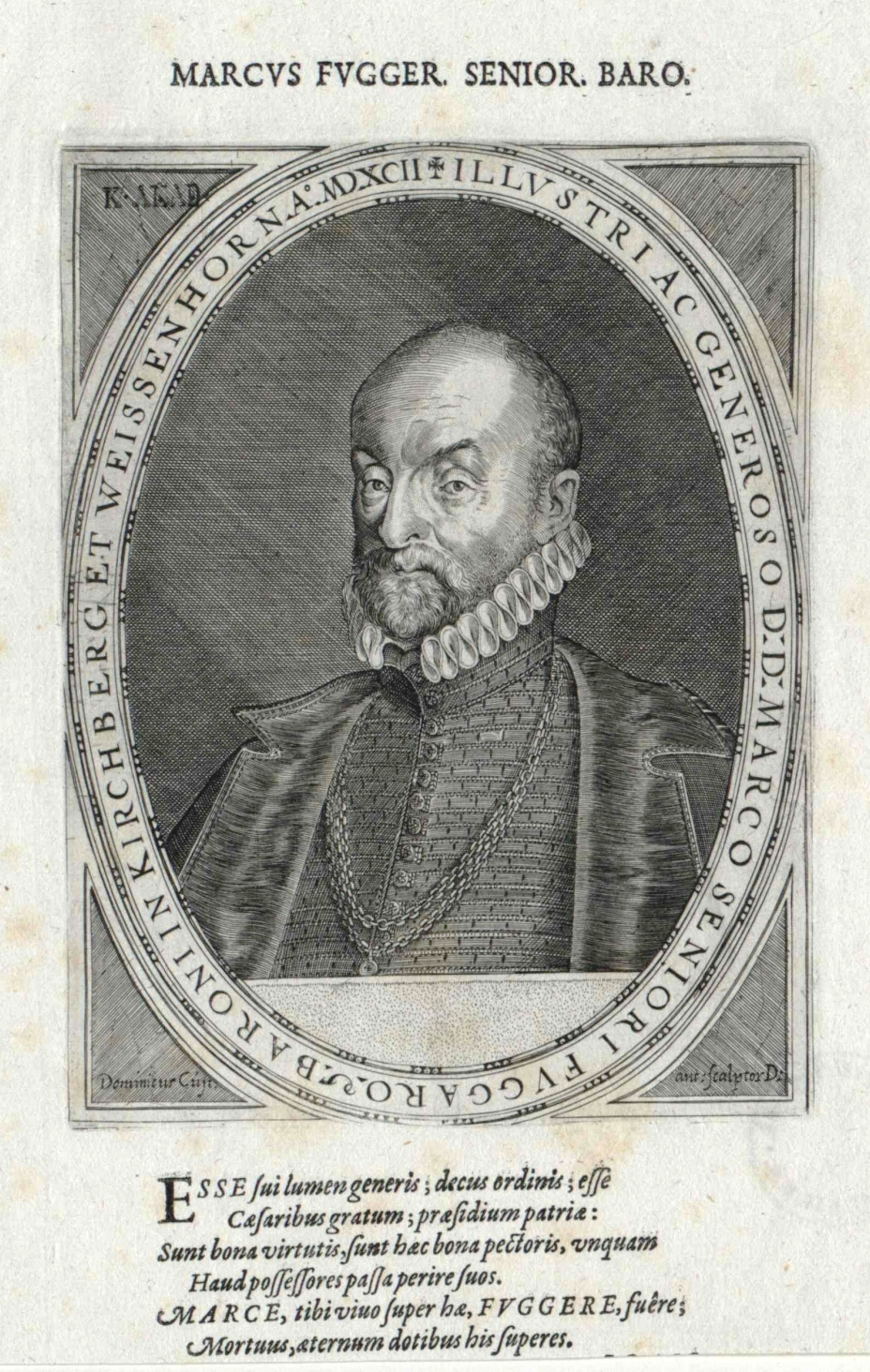
Markus III.

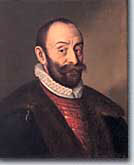
Hans III.

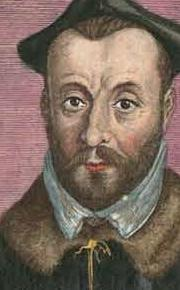
Sigmund

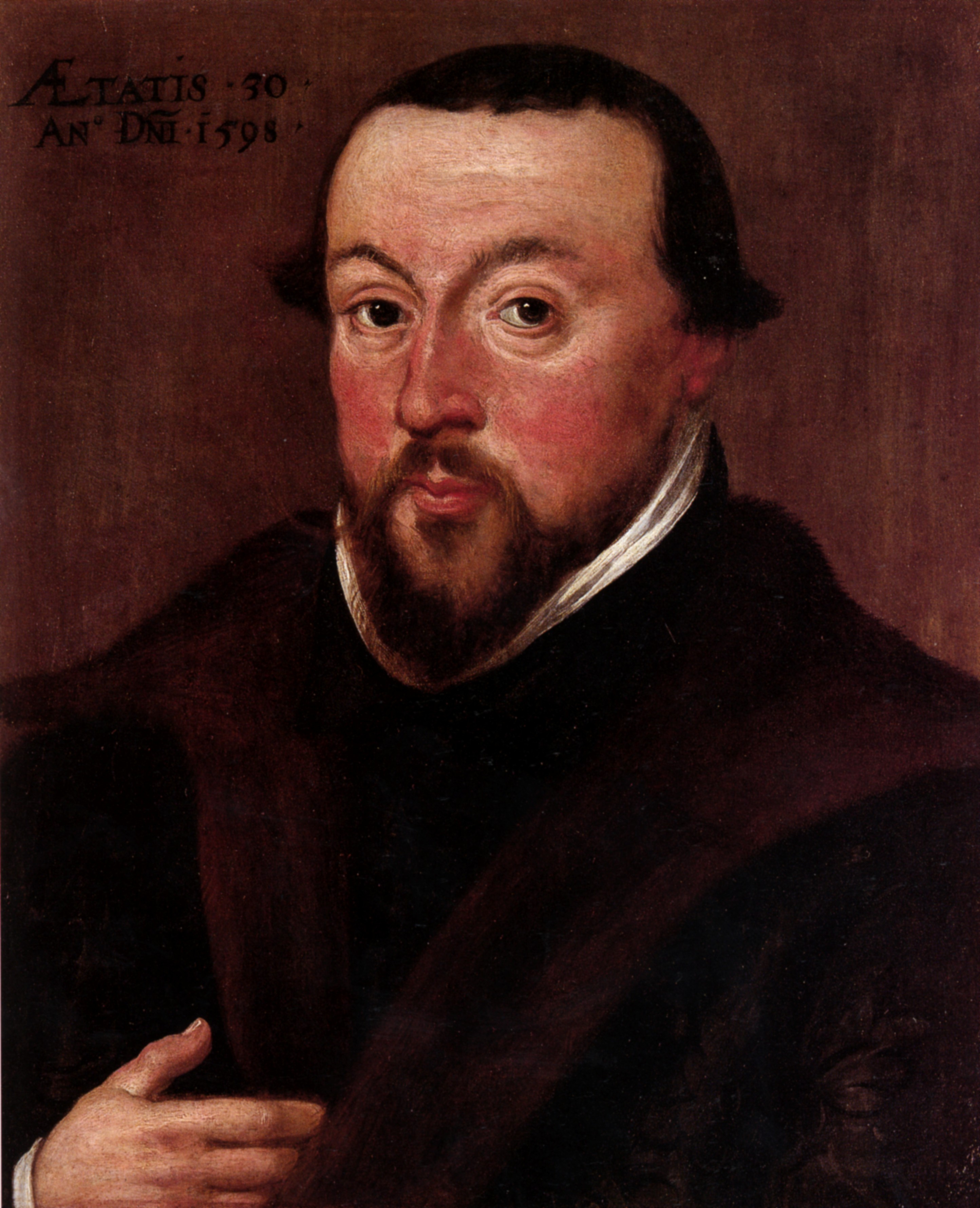
Jakob IV.

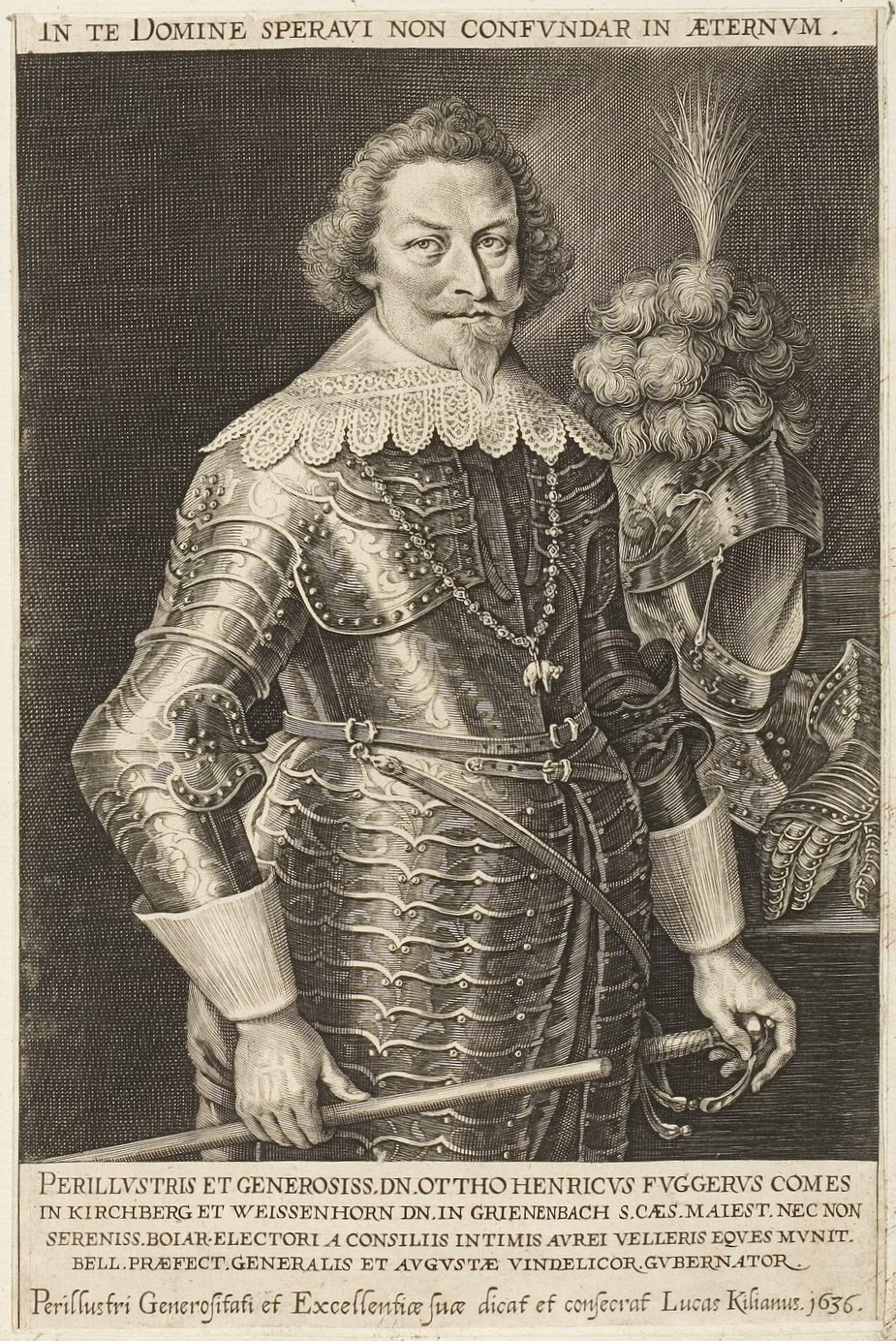
Otto Heinrich

Ulrich Fugger (* 9. Oktober 1441 in Augsburg; † 15. April 1510 in Augsburg) war der älteste Bruder Jakob Fuggers „des Reichen“. Ulrich Fugger war maßgeblich für die europaweite Ausdehnung der Fuggerfirma – unter anderem für die Errichtung von Faktoreien in Venedig und Nürnberg sowie frühe Bank- und Montangeschäfte – verantwortlich. Ulrich Fugger leitete 1473 die Geschäftsbeziehungen der Fugger „von der Lilie“ mit dem Haus Habsburg ein. In diesem Jahr verlieh Kaiser Friedrich III. Ulrich Fugger und dessen Brüdern das bürgerliche Lilienwappen. 1486 erwähnte ein Korrespondenzbuch der Reichsstadt Augsburg erstmals die „Banck von Ulrichen Fugker“. Ulrich Fugger ist mit seinen Brüdern Jakob und Georg Stifter der Fuggerkapelle in der Augsburger Kirche St. Anna sowie (posthum) der Fuggerei.

### Georg Fugger
Georg Fugger (* 8. Mai 1453 in Augsburg; † 14. März 1506 in Augsburg) war der jüngste der sechs älteren Brüder Jakob Fuggers „des Reichen“. Als Leiter der Faktorei in Nürnberg brachte er die Fuggerfirma mit dem ungarischen Bergbau in Kontakt. Georg Fugger ist (posthum) mit seinen Brüdern Jakob und Georg der Stifter der Fuggerkapelle in der Augsburger Kirche St. Anna sowie der Fuggerei.

### Raymund Fugger
Raymund Fugger (* 24. Oktober 1493 in Augsburg; † 3. Dezember 1535 in Mickhausen), ein Neffe Jakob Fuggers „des Reichen“, war ein Sohn Georg Fuggers und damit der Bruder von Anton Fugger. Er erwarb die Herrschaft Mickhausen südwestlich von Augsburg. Seine bedeutende Antikensammlung veräußerten die Erben an den bayerischen Herzog Albrecht V., der dafür das Antiquarium der Münchner Residenz bauen ließ.

### Hans Jakob Fugger
Hans Jakob (auch: Johann Jakob) Fugger (* 23. Dezember 1516 in Augsburg; † 14. Juli 1575 in München), Herr zu Pfirt im Elsass und zu Taufkirchen, war der älteste Sohn Raymund Fuggers. Er war der erste Fugger „von der Lilie“ in der Nachfolge Jakob Fuggers „des Reichen“, der zahlungsunfähig wurde. Seine Sammlung von 12.000 Büchern und Handschriften verkaufte er an den bayerischen Herzog Albrecht V. Diese Sammlung ist ein Grundstock der heutigen Bayerischen Staatsbibliothek. Hans Jakob Fugger wurde Hofkammerpräsident in München. Wegen seiner Verdienste um Bayern ließ König Ludwig I. im Jahr 1857 ein Denkmal mit der überlebensgroßen Bronzefigur Hans Jakob Fuggers auf dem heutigen Augsburger Fuggerplatz aufstellen.

### Ulrich (III.) Fugger
Ulrich Fugger (* 20. April 1526 in Augsburg; † 25. Juni 1584 in Heidelberg) war der vierte Sohn Raymund Fuggers. Der Humanist konvertierte zum protestantischen Glauben. 1567 ging Ulrich Fugger hoch verschuldet nach Heidelberg, wo er seine kostbare Bibliothek an den pfälzischen Kurfürsten Friedrich III. abgab. Sie wurde in die berühmte Bibliotheca Palatina eingereiht, die seit dem Dreißigjährigen Krieg in Teilen zur päpstlichen Bibliothek gehört.

### Markus (III.) Fugger
Markus (III.) Fugger (* 14. Februar 1529 in Augsburg; † 18. April 1597 in Augsburg), Herr zu Oberndorf und der Reichspflege Wörth, erwarb 1580 die Herrschaft Nordendorf. Markus Fugger ließ von 1573 bis 1577 die Burg Niederalfingen um- und ausbauen. Er ließ von 1582 bis 1585 von Friedrich Sustris, Hubert Gerhard und Carlo Pallago seine Grabkapelle, die Andreaskapelle in der Benediktinerklosterkirche St. Ulrich und Afra in Augsburg, ausstatten.

### Hans (III.) Fugger
Hans Fugger (* 4. September 1531 in Augsburg; † 19. April 1598 in Augsburg), Herr zu Kirchheim und Glött, war der zweitälteste Sohn Anton Fuggers. Zwischen 1569 und 1573 ließ er eine Florentiner Künstlergruppe um Friedrich Sustris und Carlo Pallago die sogenannten „Badstuben“ – zwei Sammlungsräume im Stil der späten Renaissance – in den Augsburger Fuggerhäusern gestalten. Hans Fugger ließ ab 1578 Schloss Kirchheim (Mittelschwaben) errichten. Der dortige Zedernsaal – ausgestattet wohl von Friedrich Sustris, Carlo Pallago und Hubert Gerhard – ist einer der bedeutendsten Prunksäle der Renaissance. Allein an seiner Holzdecke sollen 20 italienische Kunsthandwerker sieben Jahre lang gearbeitet haben. Für den Kirchheimer Schlossgarten ließ Hans Fugger von dem bei Giambologna ausgebildeten Niederländer Hubert Gerhard nach zehn Jahre dauernden Gussversuchen den Mars-Venus-Cupido-Brunnen (Hauptgruppe heute im Bayerischen Nationalmuseum München) aufstellen, einen der ersten deutschen Monumentalbrunnen im Stil des Florentiner Manierismus. Das Hochgrab des Hans Fugger – ein herausragendes Werk der Bildhauerei der Renaissance in Süddeutschland – in der Schlosskirche St. Petrus und Paulus in Kirchheim schufen Hubert Gerhard und der Innsbrucker Hofbildhauer Alexander Colin.

### Sigmund Friedrich Fugger
Sigmund Friedrich Fugger (* 4. September 1542 in Augsburg; † 5. November 1600) war der älteste Sohn Hans Jakob Fuggers. Er wurde 1598 Fürstbischof von Regensburg und war damit der erste von insgesamt drei Fuggern auf einem Bischofssitz. Seinen Namen hält ein Gedenkstein in der unterirdischen Grablege im Regensburger Dom fest.

### Octavian Secundus Fugger
Octavian Secundus Fugger (* 17. Januar 1549 in Augsburg; † 31. August 1600), Herr zu Kirchberg, war erst Stadtbaumeister und später Stadtpfleger von Augsburg. Als Stadtbaumeister (ein reichsstädtisches Ehrenamt, in etwa vergleichbar mit dem heutigen Amt eines Baureferenten) initiierte er vermutlich die Errichtung des 1594 aufgestellten Augsburger Augustusbrunnens, eines der frühesten manieristischen Monumentalbrunnen Deutschlands, nach Modellen von Hubert Gerhard. Den Namen des Stadtpflegers Octavian Secundus Fugger findet man an zwei weiteren, später gestalteten Monumentalbrunnen, dem Merkurbrunnen und dem Herkulesbrunnen.

### Jakob (IV.) Fugger
Freiherr Jakob (IV.) Fugger (* 18. Oktober 1567; † 24. Februar 1626 in Meersburg, ab 1620 Graf), ein Sohn Hans (III.) Fuggers, war ein Enkel Anton Fuggers. Nach einem Studium in Ingolstadt, Rom und in Alcalá de Henares, wurde er Priester. 1604 wurde Jakob Fugger zum Fürstbischof von Konstanz gewählt. Er stiftete den Silberaltar im Konstanzer Münster und ließ unter anderem Konventsgebäude des Klosters Mittelzell auf der Insel Reichenau errichten. Jakob Fugger war ein aktiver Förderer der 1609 gegründeten katholischen Liga.

### Otto Heinrich Fugger
Graf Otto Heinrich (auch: Ottheinrich) Fugger (* 12. Januar 1592; † 12. Oktober 1644), Herr zu Mickhausen, Grönenbach und Mattsies, ein Neffe Bischofs Jakob (IV.) Fuggers, war während des Dreißigjährigen Kriegs kurzzeitig der Befehlshaber der Truppen der Katholischen Liga. Der kaiserliche Generalfeldzeugmeister wurde 1635 Gouverneur der Reichsstadt Augsburg, 1636 jedoch aufgrund von Beschwerden wegen seines strengen Regiments zum Stadtkommandanten zurückgestuft.

### Anton Ignaz Fugger
Graf Anton Ignaz Fugger (* 3. November 1711 in Innsbruck; † 25. Februar 1787) wurde 1750 Domherr in Köln, 1756 Fürstpropst von Ellwangen und 1769 in Personalunion Bischof von Regensburg. Er stiftete den Silberaltar im Regensburger Dom.

### Franz Karl Josef Fugger
Graf Franz Carl Josef Fugger (* 11. Juli 1708 in Innsbruck; † 10. Oktober 1769 in Regensburg) war ab 1756 Weihbischof des Bistums Konstanz. Er war der älteste Bruder von Bischof Anton Ignaz Fugger.

### Anselm Maria Fugger
Graf Anselm Maria Fugger (* 1. Juli 1766 in Babenhausen; † 20. November 1821 in Babenhausen, Fürst ab 1803), Herr zu Babenhausen, Boos, Kettershausen und Heimertingen, Wellenburg und Biberbach, wurde vom letzten Kaiser des Heiligen Römischen Reichs deutscher Nation, dem Habsburger Franz II., in den erblichen Reichsfürstenstand erhoben. Die Herrschaften Babenhausen, Boos und Kettershausen bildeten gemeinsam das Fürstentum Babenhausen, das am 15. September 1806 besetzt und ins Königreich Bayern eingegliedert wurde.

### Antonia Fugger
Gräfin Antonia Fugger von Glött (* 21. August 1799 in Unterweilbach; † 8. Februar 1885 in Regensburg) erwarb sich den Beinamen „Engel von Regensburg“. Die Stiftsdame von St. Anna in München gilt als die eigentliche Gründerin des Regensburger Bischof-Wittmann-Heims (ab 1860).

### Theodor Fugger
Graf Theodor Fugger von Glött (* 23. Juli 1823 in Oberndorf; † 11. März 1850 in Landau) war Unterleutnant im bayerischen 2. Artillerieregiment Zoller. Der Freiheitskämpfer wurde als Teilnehmer am Aufstand in der bayerischen Rheinpfalz 1849 verurteilt und 1850 in Landau standrechtlich erschossen.

### Carl Ernst Fugger
Graf Carl Ernst Fugger von Glött (* 2. Juli 1859 in Oberndorf; † 25. April 1940 in Kirchheim, Fürst ab 1913) war Präsident der bayerischen Reichsrätekammer und hatte entscheidenden Anteil an der Proklamation Ludwigs III. zum König. Er wurde am 30. Dezember 1913 wegen seiner Verdienste um das Königreich Bayern in den erblichen Fürstenstand erhoben.

### Joseph-Ernst Fugger
Joseph-Ernst Fürst Fugger von Glött (* 26. Oktober 1895 in Kirchheim; † 13. Mai 1981 in Miesbach) war Mitglied des Kreisauer Kreises, der Widerstand gegen das NS-Regime leistete. Nach dem misslungenen Attentatsversuch Oberst Claus Schenk von Stauffenbergs vom 20. Juli 1944 wurde Joseph Ernst Fürst Fugger von Glött am 3. Oktober 1944 verhaftet und vom sogenannten „Volksgerichtshof“ unter dessen Präsidenten Roland Freisler zu drei Jahren Haft im Zuchthaus von Bayreuth verurteilt. Im Mai 1945 wurde er von Soldaten der US-Army befreit. Nach Ende des Zweiten Weltkriegs war Joseph Ernst Fürst Fugger von Glött Mitbegründer der Christlich-Sozialen Union (CSU). Er war von 1949 bis 1953 Mitglied des Deutschen Bundestags und von 1950 bis 1953 Mitglied des Europarats in Straßburg. Von 1954 bis 1962 war Fürst Fugger von Glött Abgeordneter im Bayerischen Landtag und stellvertretender Vorsitzender der CSU-Fraktion. Fürst Fugger wurde 1965 mit dem Großen Verdienstkreuz mit Stern der Bundesrepublik Deutschland ausgezeichnet.

## Weitere Persönlichkeiten
- Ulrich Fugger der Jüngere (1490–1525), Sohn Ulrich Fuggers des Älteren
- Paul Fugger von Kirchberg und Weißenhorn (1637–1701), Reichshofrat und kurbayerischer Obersthofmeister
- Joseph Wilhelm von Fugger-Glött (1683–1749), Domherr in Köln
- Johann Karl Philipp von Fugger-Glött (1691–1748), Domherr in Köln
- Felix Adam Joseph von Fugger-Glött (1719–1770), Kölner Domherr
- Hartmann Fugger von Kirchberg (1829–1899), deutscher Jurist, Reichstagsabgeordneter
- Eleonora Fugger von Babenhausen, geb. Prinzessin zu Hohenlohe-Bartenstein (1864–1945), österreichische Fürstin und Salonière
- Joseph Fugger von Glött (1869–1903), deutscher Offizier der Kaiserlichen Schutztruppe für Kamerun und Leiter der deutschen Verwaltung in Adamaua

## Die Linien der Familie „von der Lilie“
Im 16. Jahrhundert teilten sich die Linien:
- Fugger von Kirchberg und zu Weißenhorn (gräflich; im Mannesstamm erloschen)
- Fugger von Glött (1913 bayerische Fürsten; im eigenen Stamm erloschen)
- Fugger von Babenhausen (1803 Reichsfürsten)

Im 17. Jahrhundert existierten außerdem unter anderem die Fugger’sche Linien
- Zinnenberg-Adelshofen
- Göttersdorf
- Sulmentingen
- Nordendorf-Wörth
- Boos

Heute existieren von der Familie Fugger noch folgende Zweige:
- Grafen Fugger von Kirchberg und zu Weißenhorn (Maria-Elisabeth Gräfin von Thun und Hohenstein, geb. Gräfin Fugger von Kirchberg und zu Weißenhorn, * 1948, auf Schloss Oberkirchberg)
- Fürst Fugger von Glött (Adoptivlinie des Stammes von Arco-Zinneberg, auf Fuggerschloss Kirchheim/Schwaben)
- Fürst Fugger von Babenhausen (Schloss Wellenburg und Fuggerschloss Babenhausen)

## Wappen

Fugger-Wappen mit den beiden Lilien
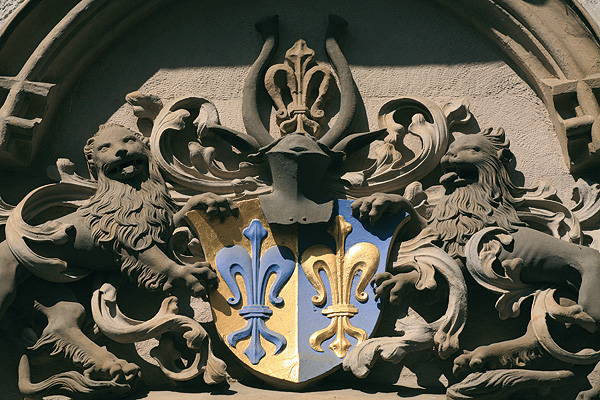
Wappen der Fugger von der Lilie, verliehen 1473
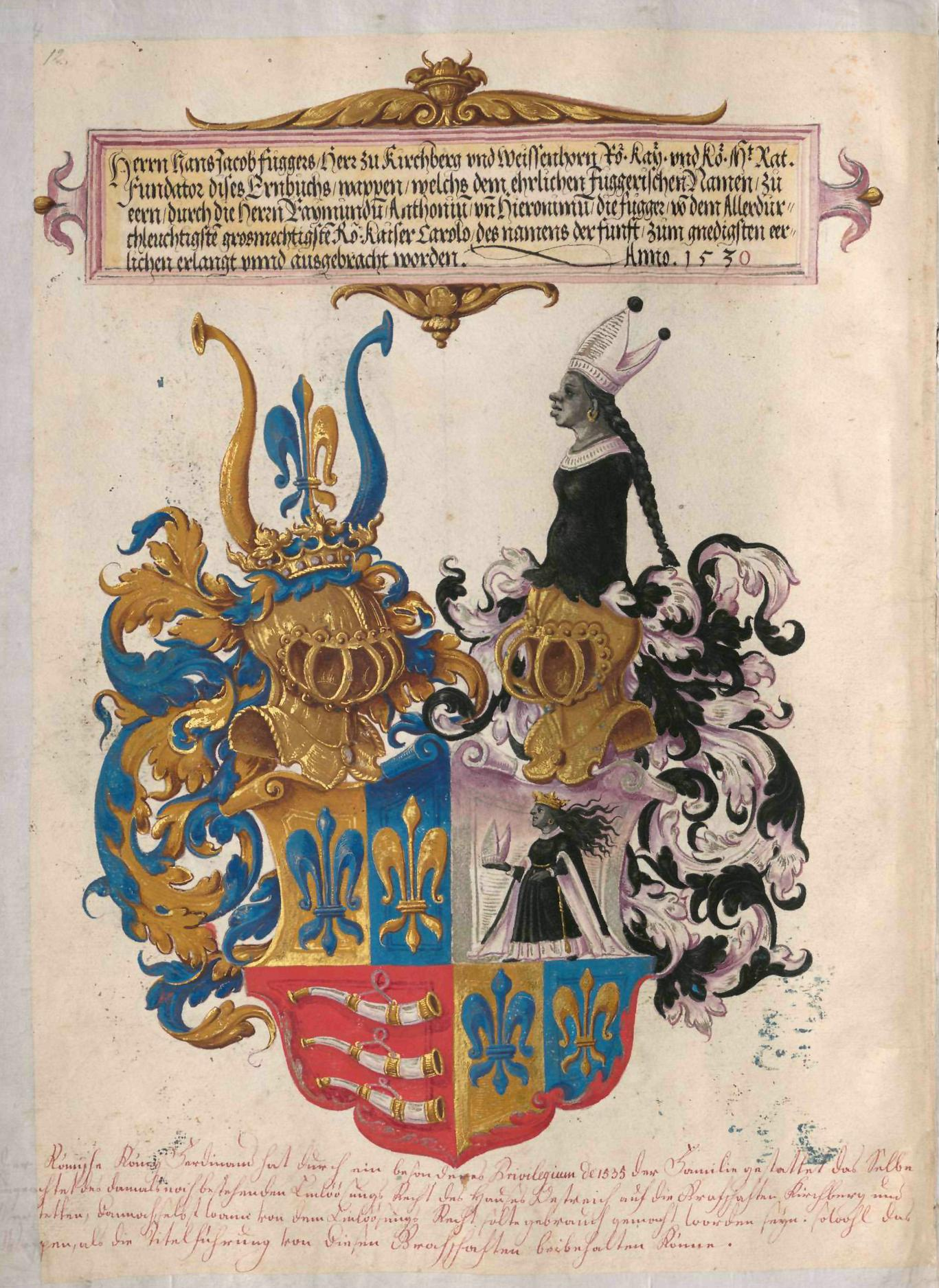
Gräfliches Wappen der Fugger, verliehen 1530
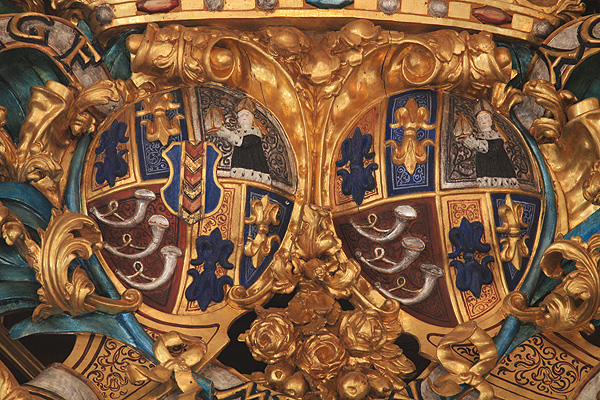
Zwei Wappen der Grafen Fugger, verliehen 1535
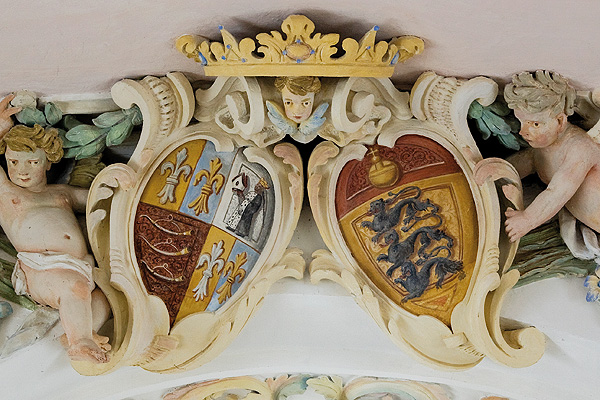
Allianzwappen Fugger-Waldburg

Das Wappen der Fugger von der Lilie zeigt im golden-blau gespaltenen Schild zwei Lilien in verwechselten Farben. Auf dem Helm mit blau-goldenen Decken eine blau-golden gespaltene Lilie zwischen zwei Büffelhörnern (rechts golden, links blau) mit zwei Büffelohren in verwechselten Farben.
Die Fugger-Lilie ist heute noch in den Wappen mehrerer Landkreise und zahlreicher Kommunen zu sehen.

## Die Fugger „von der Lilie“ in der populären Kultur
Über die Fugger sind zahlreiche populäre Sachbücher erschienen. Auch mehrere historische Romane beziehen Handlungselemente aus dem Leben der Kaufmannsfamilie mit ein, neuere Werke sind Tanja Kinkels Die Puppenspieler, Thomas R. P. Mielkes Gold für den Kaiser, Peter Dempfs Das Amulett der Fuggerin, Roman Kessings Der Spion der Fugger, Rebecca Abes Im Labyrinth der Fugger. Auch im Roman Eine Billion Dollar von Andreas Eschbach spielt die Familie Fugger, insbesondere Jakob der Reiche, eine Rolle. 1982 und 1983 strahlte die ARD die sechsteilige Fernsehserie Vom Webstuhl zur Weltmacht über den Aufstieg der Fugger aus, die auf Günter Oggers Buch Kauf Dir einen Kaiser beruhte.
Die erfolgreiche Wirtschaftssimulation Die Fugger bezieht sich in ihrem Namen auf die Familie. Nach dem Original 1988 erschien 1996 Die Fugger II. Nicht zuletzt wegen eines Streits um die Namensrechte seitens der Familie Fugger ist das Computerspiel nicht mehr im Handel erhältlich. Der Nachfolger des Spiels ist seit dem Rechtsstreit unter dem Namen Die Gilde vertrieben worden.
Noch heute sind Begriffe wie „Fuggergeschäft“ und „fuggern“ im süddeutschen und Tiroler Sprachraum verbreitet.